# Contaminación

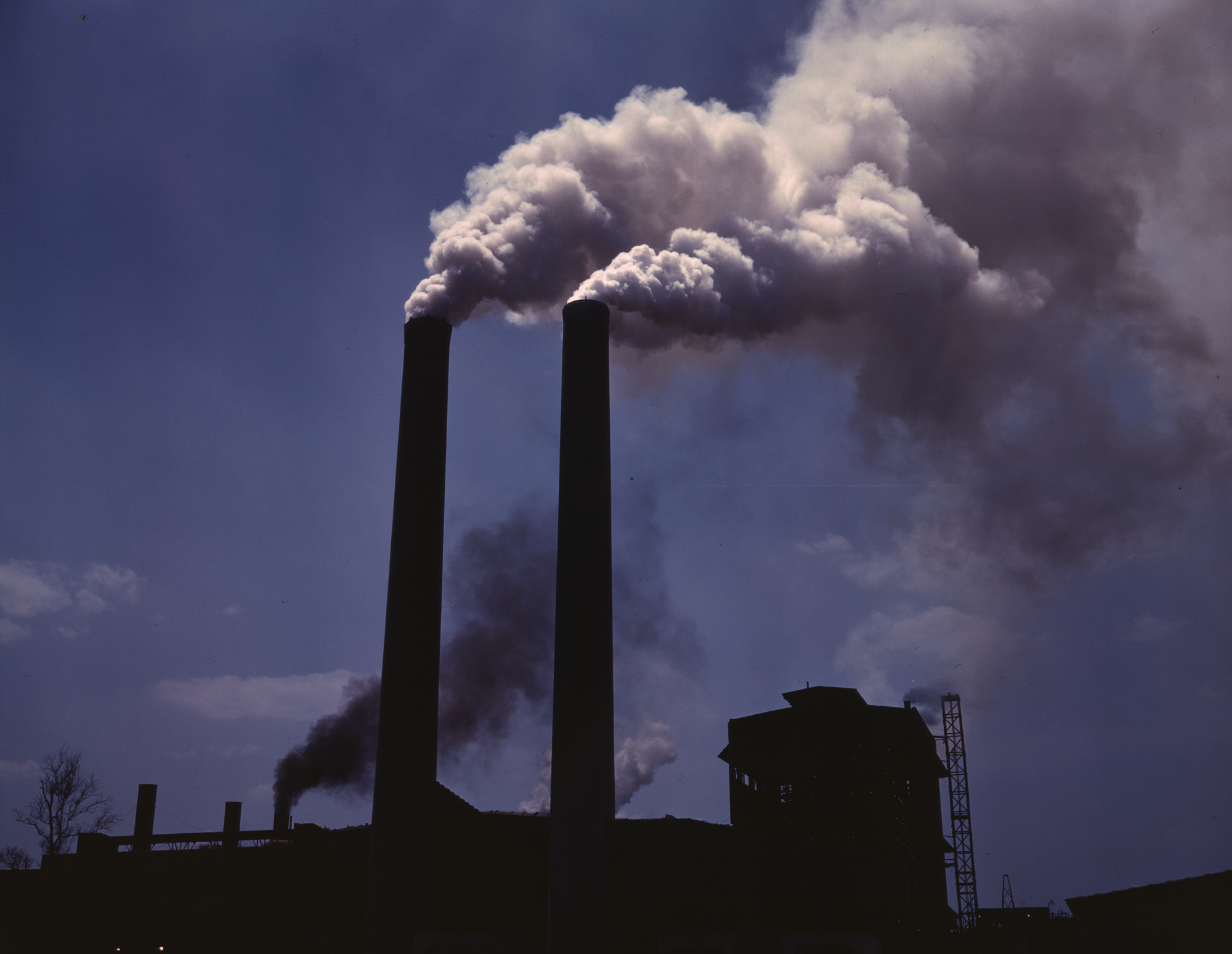
Contaminación del aire generada por una fábrica

La contaminación es la introducción de sustancias nocivas o elementos físicos en un medio ambiente, lo que provoca que este sea inseguro o no apto para su uso. Puede afectar ecosistemas, medios físicos o seres vivos, y sus causas suelen estar asociadas a actividades humanas, considerándose una forma de impacto ambiental. Los contaminantes pueden ser sustancias químicas (como plaguicidas, metales pesados o petróleo) o formas de energía (como calor, ruido, luz o radiación).
La contaminación se clasifica según su fuente (natural o antropogénica), el tipo de contaminante (químico, biológico, energético) o el medio afectado (aire, agua, suelo). Entre sus impactos más destacados están el deterioro de los ecosistemas, el cambio climático, la lluvia ácida y la afectación directa a la salud humana, como enfermedades respiratorias y cardiovasculares.

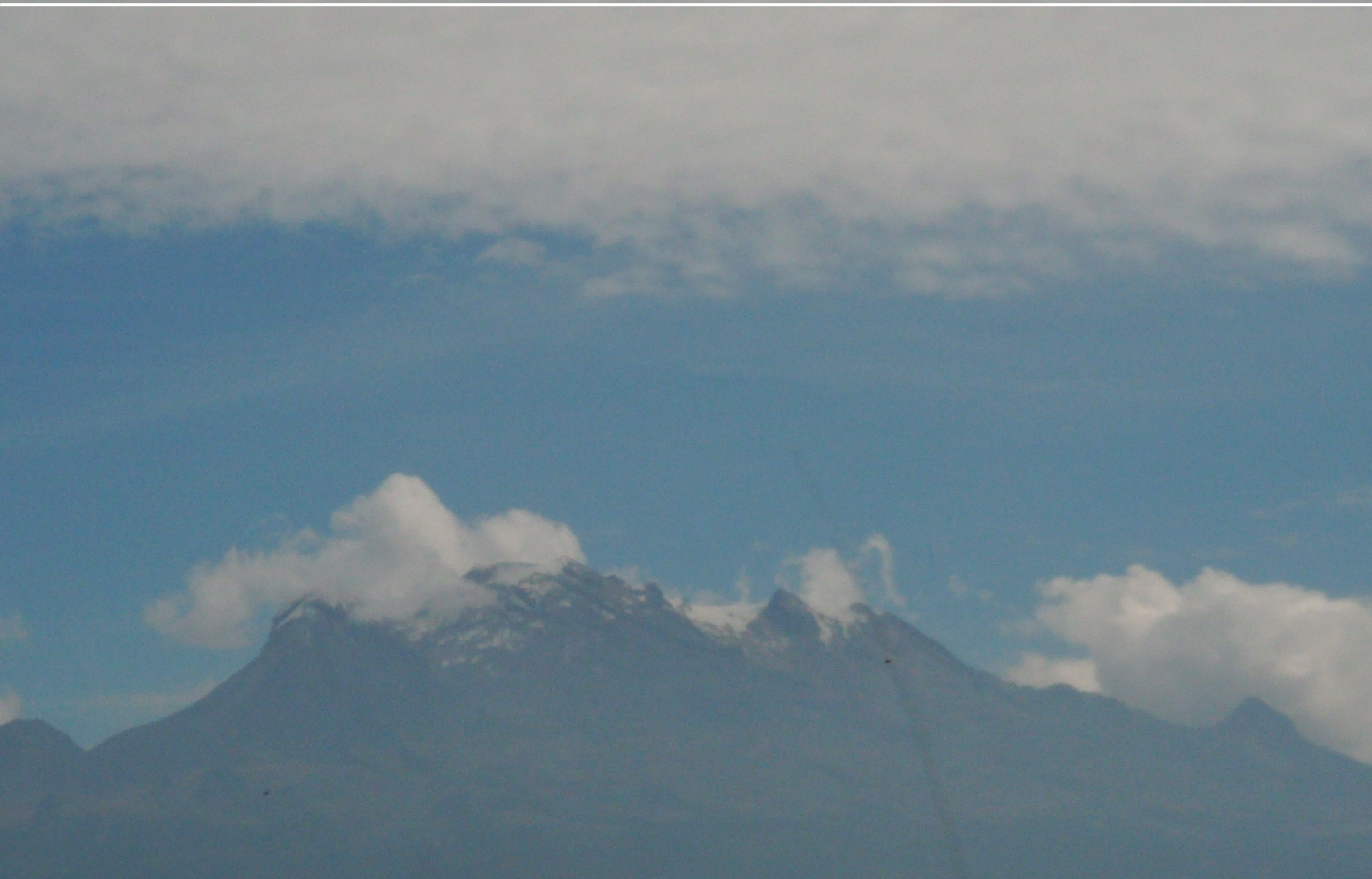
El volcán Iztaccíhuatl, en México, a consecuencia de la contaminación. La atmósfera gris y el calentamiento global, característica de las grandes ciudades, ha provocado una disminución considerable de masas de hielo de las grandes montañas.

Según datos de 2015, más de nueve millones de personas murieron debido a los efectos de la contaminación. Además, el aumento de gases de efecto invernadero, como el dióxido de carbono, ha alcanzado niveles históricos: en 2021, la concentración de CO2 en la atmósfera llegó a 419,7 partes por millón, según la Organización Meteorológica Mundial. Los principales emisores de CO2 incluyen China, Estados Unidos e India, mientras que países como Alemania presentan altos niveles debido a su dependencia del carbón.
Frente a este problema global, se han implementado estrategias de mitigación, como la regulación de emisiones y el fomento del desarrollo sostenible. Organismos internacionales como la ONU promueven estas iniciativas para proteger el medio ambiente y garantizar un futuro sostenible para las próximas generaciones.

## Historia

### Culturas antiguas
La contaminación del aire a pequeña escala siempre ha estado entre nosotros. Según un artículo de 1983 de la revista Science: el hollín hallado en el techo de cuevas prehistóricas provee amplia evidencia de altos niveles de contaminación que estaban asociados a una inadecuada ventilación de las fogatas.

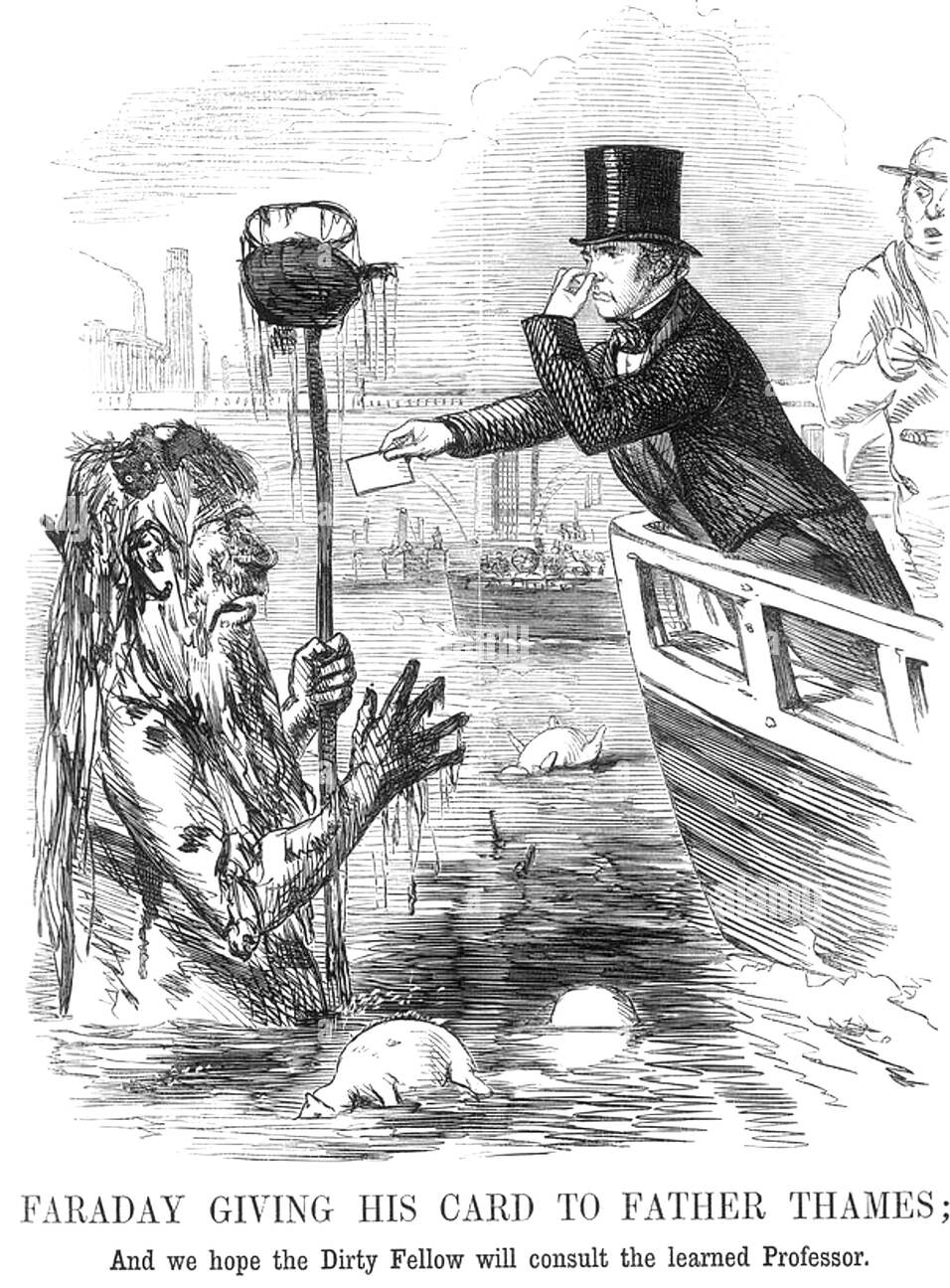
Caricatura publicada en la revista satírica Punch el 21 de julio de 1855 sobre la contaminación del río Támesis que ocasionó en el verano de 1858 lo que se conoce como el Gran Hedor en Londres

El forjado de metales parece ser el momento de la aparición de contaminación del aire fuera del hogar. Según investigaciones realizadas sobre muestras obtenidas en capas de hielo de los glaciares de Groenlandia, se observan incrementos en la aparición de metales (contaminación) asociados a los periodos de producción de metales de las civilizaciones griega, romana y china. Estas observaciones se pueden hacer mediante el análisis de las burbujas de aire contenidas en las capas de hielo (de arriba hacia abajo cada capa de hielo es un registro histórico de la atmósfera); comparando burbujas atrapadas en el hielo hace miles de años con muestras de la atmósfera actual, se obtienen las concentraciones para cada periodo. Cuanto más profundo es obtenida la muestra más antiguo será el registro de la atmósfera.

### Primeros registros
En 1272 Eduardo I de Inglaterra en una proclamación prohibió la quema de carbón en Londres, cuando la contaminación atmosférica en la ciudad se convirtió en un problema.
La contaminación del aire continuó siendo un problema en Inglaterra, especialmente con la llegada de la revolución industrial. Londres también registró uno de los casos más extremos de contaminación del agua con aguas residuales durante el Gran Hedor del Río Támesis en 1858, y esto dio lugar a la construcción de la red de saneamiento de Londres. Fue la revolución industrial la que inició la contaminación como un problema medioambiental. La aparición de grandes fábricas y el consumo de inmensas cantidades de carbón y otros combustibles fósiles aumentaron la contaminación del aire ocasionando un gran volumen de vertidos de productos químicos industriales al ambiente, a los que hay que sumar el aumento de residuos humanos no tratados.
En 1881 Chicago y Cincinnati fueron las dos primeras ciudades estadounidenses en promulgar leyes para garantizar el aire limpio. Otras ciudades estadounidenses siguieron el ejemplo durante principios del siglo XX, cuando se creó un pequeño Departamento de Contaminación del Aire, dependiente del Departamento del Interior. Los Ángeles y Donora (Pensilvania) experimentaron grandes cantidades de esmog durante la década del 1940.

### Contaminación local

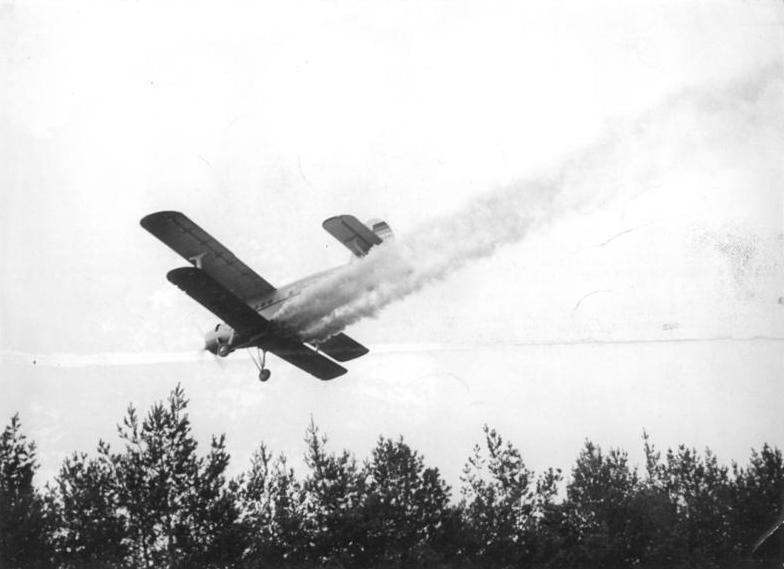
El DDT fue utilizado con intensidad como insecticida. Ahora su uso está prohibido al comprobarse que se acumulan en las cadenas tróficas y por el peligro de contaminación de los alimentos.

La contaminación se convirtió en un asunto de gran importancia tras la Segunda Guerra Mundial, después de que se hiciesen evidentes las repercusiones de la lluvia radiactiva ocasionada por los ensayos nucleares.[cita requerida] En 1952 ocurriría un evento catastrófico de tipo local, conocido como la Gran Niebla de 1952 en Londres, que mató a unas 4 000 personas. Este trágico evento motivó la creación de una de las más importantes leyes modernas sobre el medio ambiente: la Ley del Aire Limpio de 1956.
En los Estados Unidos la contaminación comenzó a recibir la atención pública a mediados de la década de 1950 y a principios de los años 1970, fechas que coinciden con la creación y aprobación de la Ley del Aire Limpio, la Ley del Agua Limpia, la Ley de Política Ambiental de los Estados Unidos y la Ley del Ruido. Algunos sucesos han ayudado a concienciar a la gente sobre los efectos negativos de la contaminación en los Estados Unidos. Entre estos se encuentra el vertido de bifenilos policlorados (PCB) en el río Hudson por parte de la compañía General Electric, dando como resultado el establecimiento de una serie de prohibiciones emitidas en 1974 por la EPA, como la pesca en sus aguas. Otro suceso es el desastre ecológico en el barrio de Love Canal en Niagara Falls. El conjunto residencial de Love Canal fue construido sobre un terreno en el cual la empresa Hooker Chemical and Plastics Corporation había enterrado en 1947 residuos químicos y dioxinas. Así, en 1978 los habitantes de Love Canal tuvieron que abandonar sus viviendas al descubrirse filtraciones de agua en la superficie con materiales cancerígenos disueltos, convirtiéndose así en una noticia a nivel nacional, y promoviendo la creación en 1980 de la Ley de Superfondo (en inglés «Superfund»), donde se incluye una lista de los agentes contaminantes más peligrosos.
Algunos de los procedimientos penales de la década de los noventa ayudaron a revelar emisiones de cromo hexavalente en California, una sustancia química que aumenta el riesgo de cáncer bronquial, esofagitis, gastritis, entre otros padecimientos. La contaminación de los suelos industriales ayudó a la creación del término zona industrial abandonada, para identificar durante la planificación urbana los sitios que han sido contaminados y que su terreno no puede ser usado para ningún propósito. Después de la publicación del libro Primavera silenciosa de Rachel Carson, el DDT fue prohibido en la mayor parte de países desarrollados.

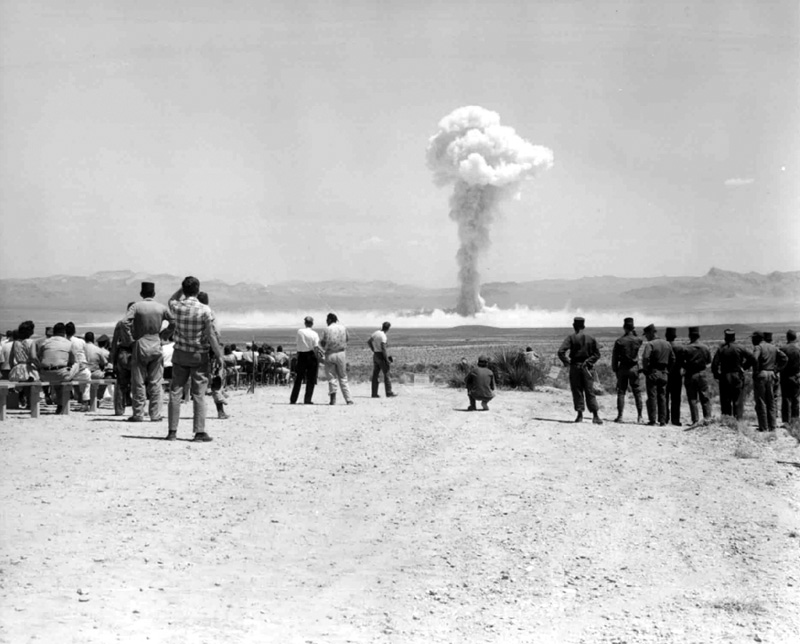
Ensayo nuclear, 14 de julio de 1962, parte de la Operación Rayo de sol, en Nevada Test Site

Con el desarrollo de la ciencia nuclear apareció la contaminación radioactiva, la cual puede permanecer en el ambiente de manera letalmente radioactiva por millones de años. Los países dedicados a la experimentación y fabricación de armas nucleares producen desechos militares radioactivos, y en varios casos, el no haberlos depositado en lugares seguros ha causado desastres ecológicos. En las décadas de 1950 y 1960, cuando aún existía la Unión Soviética, los desechos radioactivos producidos por la instalación nuclear Mayak fueron arrojados en el lago Karachai y en el río Techa, ocasionando casos de leucemia en la población y afectando directamente a la provincia de Cheliábinsk. De acuerdo con el Worldwatch Institute, el lago Karachai era el sitio «más contaminado de la Tierra».
En la Guerra Fría se realizaron ensayos con armas nucleares, algunas veces cerca de zonas habitadas y con mayor frecuencia durante las primeras etapas de investigación y desarrollo armamentístico. El impacto negativo que ha tenido la contaminación nuclear sobre las poblaciones, y el progresivo entendimiento de los efectos de la radiactividad en la salud humana, son también algunas de las dificultades que complican el uso de la energía nuclear.[cita requerida] La posibilidad de que ocurra una catástrofe como en los accidentes de Three Mile Island y Chernóbil hace desconfiar al público.[cita requerida] Uno de los legados de las detonaciones y ensayos nucleares, antes de que se instaurasen la mayoría de Tratado de Prohibición Completa de los Ensayos Nucleares prohibiciones y tratados nucleares, fue el considerable incremento de los niveles de radiactividad.[cita requerida]

### Contaminación global
Catástrofes internacionales como el hundimiento en 1978 del petrolero Amoco Cádiz en las costas de Bretaña y el Desastre de Bhopal ocurrido en 1984 han demostrado la universalidad de dichos eventos y la magnitud de ayuda requerida para remediarlos.
La naturaleza sin fronteras de la atmósfera y los océanos ha dado como resultado que el problema de la contaminación sea considerado a nivel mundial, especialmente cuando se trata el asunto del calentamiento global. Recientemente ha sido utilizado el término contaminante orgánico persistente para describir un grupo de sustancias químicas entre los que se encuentran: los PBDE, los PFC, etc. Debido a la falta de experimentación sus efectos se desconocen en profundidad, no obstante, han sido detectados en varios hábitats ecológicos aislados de los centros de actividad industrial como el ártico, demostrando así su difusión y bioacumulación a pesar de haber sido usados de manera extensa por un breve periodo de tiempo.
La creciente evidencia de contaminación local y global, junto con un público cada vez más informado, han impulsado el desarrollo del movimiento ecologista, el cual tiene como propósito proteger el medio ambiente y disminuir el impacto de los humanos en la naturaleza.

## Formas de contaminación

### Clasificación según el tipo de contaminación
La contaminación puede afectar a distintos medios o ser de diferentes características. La siguiente es una lista con los diferentes tipos de contaminación, sus efectos y sus contaminantes más relevantes:

#### Contaminación atmosférica

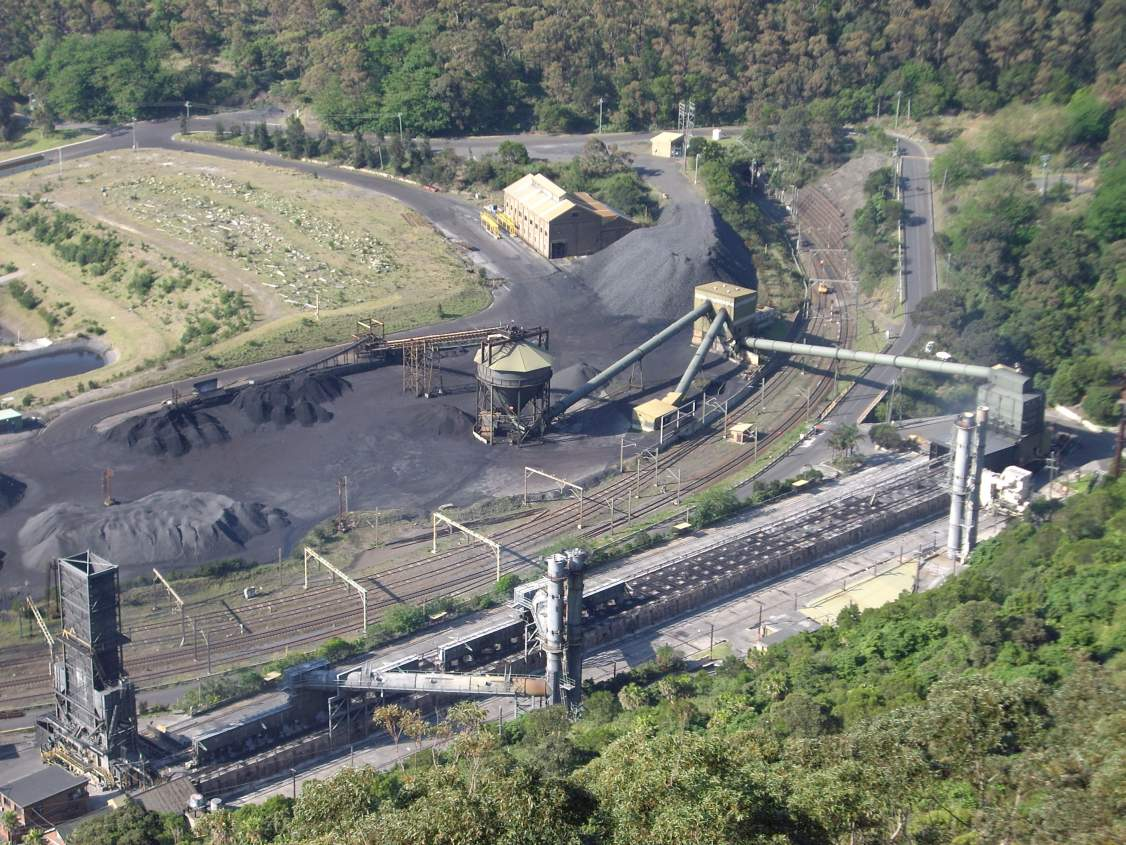
La combustión del carbón produce dióxido de carbono junto con cantidades variables de dióxido de azufre

La contaminación atmosférica es la presencia de un contaminante en el aire, ya sea de materia o formas de energía que implican un riesgo o daño para las personas y/o ecosistemas, produciendo cambios en materiales, reducir la visibilidad o producir olores desagradables y enfermedades.
Desde que la Revolución Industrial inició en la segunda mitad del siglo XVIII, los procesos de producción en las fábricas, el desarrollo del transporte y el uso de los combustibles han incrementado la concentración del dióxido de carbono en la atmósfera y de otros gases y partículas que son perjudiciales para la salud, como los óxidos de azufre y los óxidos de nitrógeno.
La contaminación atmosférica puede tener carácter local, cuando la fuente de emisión afecta las inmediaciones del mismo, o global, cuando por las características del contaminante, se ve afectado el equilibrio del planeta y zonas alejadas a las que contienen los focos emisores. Ejemplos de esto son la lluvia ácida y el calentamiento global.
Los gases contaminantes del aire más comunes producidos por la industria y por combustión de los vehículos son el monóxido de carbono, el dióxido de azufre, los clorofluorocarburos y los óxidos de nitrógeno. Los fotoquímicos como el ozono y el esmog aumentan en concentración en el aire por reacción química de los óxidos del nitrógeno e hidrocarburos y su reacción con la luz solar. El material particulado o el polvo contaminante en el aire es emitido por quema de materia orgánica y también comúnmente emitido en erupciones volcánicas. Estos últimos se miden por su tamaño en micrómetros.
La contaminación atmosférica consiste en la liberación de sustancias químicas y partículas en la atmósfera alterando su composición y suponiendo un riesgo para la salud de las personas y de los demás seres vivos.
Según la Organización Mundial de la Salud, el estado de la atmósfera actual puede provocar, por simple acto de respirar, la muerte de alrededor de siete millones de personas al año (respiración de partículas finas), viéndose muchas más perjudicadas.
Con respecto a la salud humana, diferentes estudios han demostrado que en altas concentraciones, los contaminantes del aire tienen un efecto inflamatorio directo sobre los neurorreceptores de las vías respiratorias y el epitelio. Además, el estrés oxidativo se ha asociado con la exposición a contaminantes (O3, NO2, PM2.5), ocasionando pérdida de la función pulmonar y fibrosis quística.
La contaminación atmosférica representa uno de los factores más importantes que agravan el asma en los niños, con mayor incidencia en las regiones de Europa y el Caribe.

#### Contaminación hídrica
La contaminación hídrica o la contaminación del agua es una modificación de esta, que la vuelve impropia o peligrosa para el consumo, la industria, la agricultura, la pesca y las actividades, así como para los animales.
Aunque la contaminación de las aguas puede provenir de fuentes naturales, como la ceniza de un volcán, la mayor parte de la contaminación actual proviene de actividades humanas. Se da por la liberación de residuos y contaminantes que drenan a las escorrentías y luego son transportados hacia ríos, penetrando en aguas subterráneas o descargado en lagos o mares. Por derrames o descargas de aguas residuales, eutrofización o descarga de basura. O por liberación descontrolada del gas de efecto invernadero CO2 que produce la acidificación de los océanos. Los desechos marinos son desechos mayormente plásticos que contaminan los océanos y costas, algunas veces se acumulan en alta mar como en la gran mancha de basura del Pacífico Norte. Los derrames de petróleo en mar abierto por el hundimiento o fugas en petroleros y algunas veces derrames desde el mismo pozo petrolero.
El desarrollo y la industrialización suponen un mayor uso de agua, una gran generación de residuos, muchos de los cuales van a parar al agua y el uso de medios de transporte fluvial y marítimo que en muchas ocasiones, son causa de contaminación de las aguas por su petróleo o combustible. Las aguas superficiales son en general más vulnerables a la contaminación de origen antrópico que las aguas subterráneas, por su exposición directa a la actividad humana. Por otra parte, una fuente superficial puede restaurarse más rápidamente que una fuente subterránea a través de ciclos de escorrentía estacionales. Los efectos sobre la calidad - precio serán distintos para lagos y embalses que para ríos, y diferentes para acuíferos de roca o arena y grava de arena.

#### Contaminación del suelo

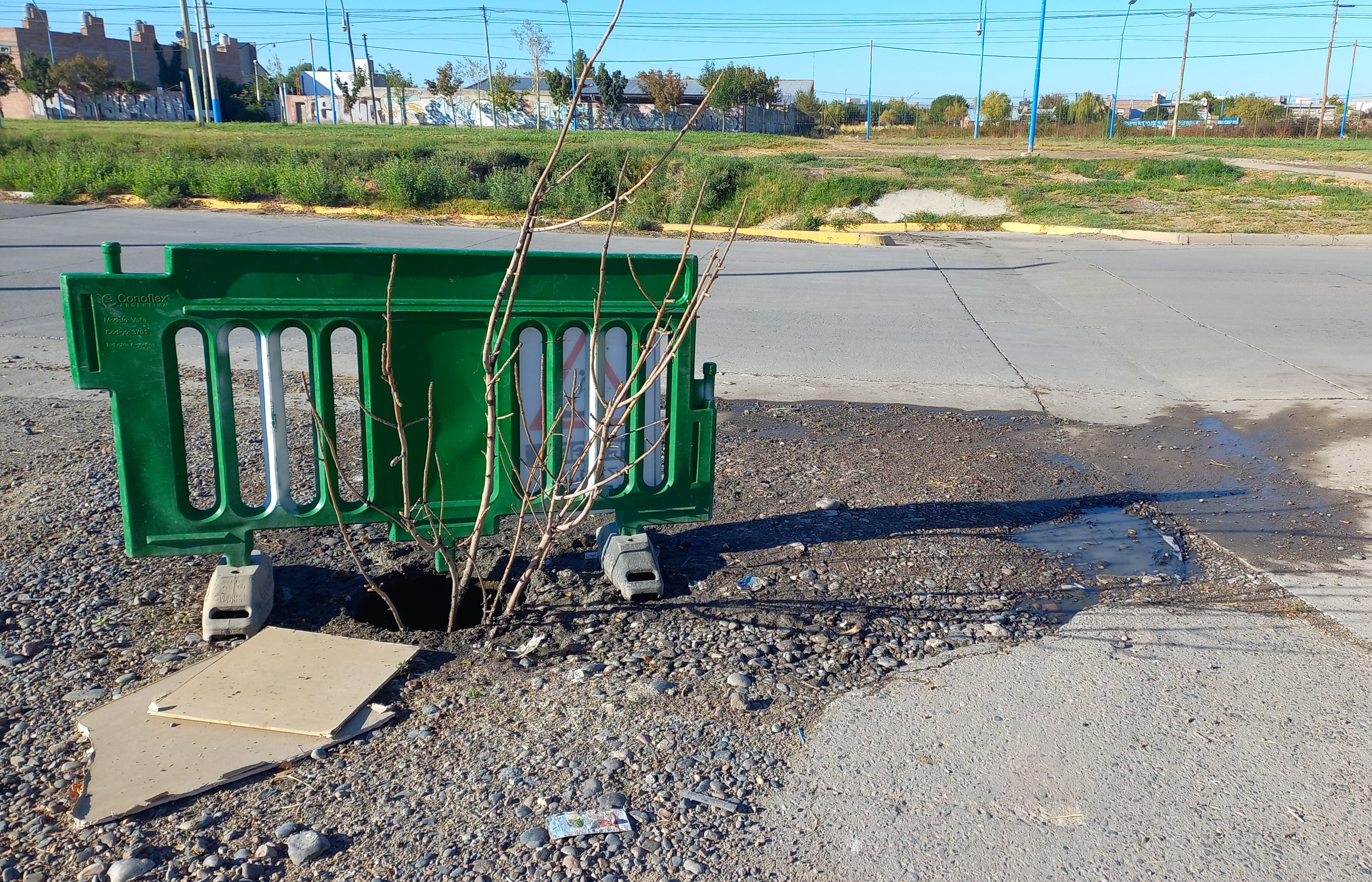
Contaminación del suelo causada por desborde de red cloacal. Ubicado en la ciudad General Roca, Río Negro, Argentina.

La contaminación del suelo es una degradación de la calidad del suelo asociada a la presencia de sustancias químicas. Se define como el aumento en la concentración de compuestos químicos, que provoca cambios perjudiciales y reduce su empleo potencial, tanto por parte de la actividad humana, como por la naturaleza.
Se habla de contaminación del suelo cuando se introducen sustancias o elementos de tipo sólido, líquido o gaseoso que afectan a la biota edáfica, las plantas, la vida animal y la salud humana. 
El suelo puede contaminarse de diversas formas: cuando se rompen tanques de almacenamiento subterráneo, cuando se aplican pesticidas, por filtraciones de la red de saneamiento y pozos ciegos, o por acumulación directa de productos industriales o radioactivos.
Los productos químicos más comunes son derivados del petróleo, solventes, pesticidas y otros metales pesados. Este fenómeno está estrechamente relacionado con el grado de industrialización e intensidad del uso de productos químicos. Entre los contaminantes del suelo más significativos se encuentran los hidrocarburos como el petróleo y sus derivados, los metales pesados frecuentes en baterías, el Metil tert-butil éter (MTBE), los herbicidas y plaguicidas generalmente rociados a los cultivos industriales y monocultivos y organoclorados producidos por la industria. También los vertederos y cinturones ecológicos que entierran grandes cantidades de basura de las ciudades. Esta contaminación puede afectar a la salud de forma directa y al entrar en contacto con fuentes de agua potable.
En lo que concierne a la contaminación de suelos su riesgo es primariamente de salud, de forma directa y al entrar en contacto con fuentes de agua potable. La delimitación de las zonas contaminadas y la resultante limpieza de esta son tareas que consumen mucho tiempo y dinero y requieren extensas habilidades de geología, hidrografía, química y modelos a computadora.
Los principales causantes de la contaminación del suelo son: los plásticos arrojados sin control, vertidos incontrolados de materia orgánica provenientes de depuradoras o actividades agropecuarias, aplicación de plaguicidas (insecticidas, herbicidas, fungicidas) sin seguir las instrucciones de seguridad o sustancias radioactivas provenientes de ensayos nucleares o de instalaciones industriales que contaminan el suelo natural o artificial. La contaminación del suelo se ha establecido como una importante alteración que se ve reflejada directamente en la superficie terrestre, a partir de diferentes causas que estiman empeorar con el paso del tiempo si no se toman las medidas adecuadas en el planeta.

#### Basura
Las grandes acumulaciones de residuos y de basura son un problema cada día mayor, se origina por las grandes aglomeraciones de población en las ciudades industrializadas o que están en proceso de urbanización. La basura es acumulada mayormente en vertederos, pero muchas veces es arrastrada por el viento o ríos y se dispersa por la superficie de la tierra y algunas veces llega hasta el océano.

##### Espacial
La basura espacial (también conocida como desechos espaciales, contaminación espacial, desperdicio espacial) es un término para designar objetos artificiales difuntos en el espacio, principalmente en la órbita terrestre, que ya no cumplen una función útil. Esto puede incluir naves espaciales no funcionales, etapas abandonadas de vehículos de lanzamiento, escombros relacionados con la misión y escombros de fragmentación. 

#### Radioactiva
La contaminación radiactiva o contaminación nuclear es la presencia no deseada de sustancias radioactivas en el entorno. Esta contaminación puede proceder de radioisótopos naturales o artificiales.
La primera de ellas se da cuando se trata de aquellos isótopos radiactivos que existen en la corteza terrestre desde la formación de la Tierra o de los que se generan continuamente en la atmósfera por la acción de los rayos cósmicos. Cuando estos radioisótopos naturales se encuentran en concentraciones más elevadas que las que pueden encontrarse en la naturaleza (dentro de la variabilidad existente), se puede hablar de contaminación radiactiva. Ejemplos de estos radioisótopos pueden ser el 235U, el 210Po, el radón, el 40K o el 7Be.
En el segundo caso, el de los radioisótopos artificiales, son los radioisótopos que no existen de forma natural en la corteza terrestre, sino que se han generado en alguna actividad humana. En este caso la definición de contaminación es menos difusa que en el caso de los radioisótopos naturales, ya que su variabilidad es nula, y cualquier cantidad se podría considerar contaminación. Por ello se utilizan definiciones basadas en las capacidades técnicas de medida de estos radioisótopos, de posibles acciones de limpieza o de daño, que pueden causar hacia las personas o la biota. Ejemplos de estos radioisótopos artificiales pueden ser el 239Pu, el 244Cm, el 241Am o el 60Co.
Es común confundir la exposición interna a las radiaciones ionizantes (por ejemplo en un examen radiológico), con la contaminación radiactiva. Es útil en este último caso pensar en términos de suciedad cuando se habla de contaminación. Como la suciedad, esta contaminación puede eliminarse o disminuirse mediante técnicas de limpieza o descontaminación, mientras que la exposición interna una vez recibida no puede disminuirse.

#### Genética
La contaminación genética es un controvertido término para describir un flujo genético no controlado hacia una población salvaje. Este flujo genético es indeseable para algunas organizaciones ambientalistas y conservacionistas como Greenpeace, TRAFFIC y GeneWatch UK. Este término se ha usado desde hace varios años por parte de algunas organizaciones ecologistas, así como por biólogos de la conservación, ambientalistas y conservacionistas para describir el flujo de genes (indeseable según sus criterios) desde especies domesticadas, no nativas o asilvestradas hacia poblaciones salvajes autóctonas.
Este flujo de genes se da en plantas mediante la polinización y en animales mediante el apareamiento. Tanto desde organismos genéticamente modificados a otros no modificados, o desde especies invasivas o no nativas hacia poblaciones nativas. El término se ha ampliado últimamente desde su definición original para incluir la transmisión de genes, desde un organismo genéticamente modificado (OGM) a uno no modificado.

#### Electromagnética
El concepto de contaminación electromagnética, también conocida como electropolución o electrosmog, se refiere a la presunta existencia de una exposición excesiva a las radiaciones de espectro electromagnético (o campos electromagnéticos) generadas por equipos electrónicos u otros elementos producto de la actividad humana, como torres de alta tensión y transformadores, las antenas de telefonía móvil, los electrodomésticos, etc. 
Se emplea el término «contaminación» puesto que se sospecha que ciertos campos electromagnéticos podrían ser, para las especies vivas, un factor de perturbación, pudiendo afectar a su salud o hábitos reproductivos. Estas cuestiones son objeto de polémica social y mediática, y también de intenso estudio académico, sin que hasta la fecha haya sido probada científicamente la existencia de efectos adversos. La contaminación electromagnética puede producir peligros de tres tipos:
- Peligros eléctricos capaces de inducir una corriente eléctrica o choque eléctrico que pueden dañar personas o animales, sobrecargar o dañar aparatos eléctricos. Un ejemplo de esto son las tormentas solares, que inducen corrientes eléctricas en el campo magnético de la tierra, en 1994 una tormenta solar afecto a varios satélites de comunicación, generando problemas en periódicos, redes de radio y televisión de Canadá.[52]
- Peligros de incendio, en el caso de una fuente de muy alta radiación electromagnética produzca una corriente eléctrica de tal intensidad que genera una chispa, capaz de generar incendios en ambientes con combustible, como por ejemplo el gas natural.
- Peligros biológicos por el efecto térmico que pueden causar algunos campos electromagnéticos a intensidades muy elevadas (como por ejemplo el campo electromagnético en el interior de un horno microondas). Por esto una antena que transmite a una alta potencia puede generar quemaduras en las personas muy cercanas a esta. Este calentamiento varía con la potencia y frecuencia de la onda electromagnética.

Sin embargo, la Organización Mundial de la Salud estima que, a los niveles promedio de intensidad a los que se somete un adulto en los países desarrollados, no existen efectos adversos para la salud. Igualmente la OMS considera probado que no existe correlación entre los altos niveles de campo electromagnético y los síntomas de la denominada hipersensibilidad electromagnética, cuyas causas aún no se conocen.

#### Térmica
La contaminación térmica se produce cuando un proceso altera la temperatura del medio de forma indeseada o perjudicial.  
Un cambio artificial de la temperatura puede tener efectos negativos para algunos seres vivos en un hábitat específico ya que cambia las condiciones naturales del medio en que viven. Estos cambios de temperatura provocan un «shock térmico» en los ecosistemas. Por ejemplo: un aumento en la temperatura del agua reduce la solubilidad de oxígeno en ella, además un aumento en el metabolismo de los animales acuáticos que los lleva a consumir más alimento reduciendo los recursos del ecosistema. Varias especies de peces evitan las zona de descarga de aguas calientes provocando una reducción de la biodiversidad en el área afectada. 
El medio más habitual donde se produce es en el agua, ya que el aire se disipa más fácilmente. Pero también es posible, por ejemplo, cuando se concentra una gran cantidad de aparatos de aire acondicionado y estos expulsan el calor hacia la calle.
Las centrales térmicas necesitan refrigeración ya que no convierten toda la energía química en electricidad (solo entre un 20-60 %) y el resto en calor. El agua es un buen medio para disipar el calor, es accesible y tiene una gran inercia térmica. Por eso estas centrales se sitúan cerca de un río o el mar. Para disminuir el impacto antes de verter el agua caliente en el río o el mar, se suele pasar por una torre de evaporación que disminuye en parte la temperatura. Sin embargo, concentra las sales del río o el mar alterando las propiedades físico-químicas del agua. La temperatura de salida está regulada y se han llegado a parar temporalmente centrales nucleares porque en algunos días de verano el caudal del río era escaso y la temperatura subía demasiado.

#### Acústica
Se llama contaminación acústica o contaminación sonora al exceso de sonido que altera las condiciones normales del ambiente en una determinada zona. Si bien el ruido no se acumula, traslada o perdura en el tiempo como las otras contaminaciones, también puede causar grandes daños en la calidad de vida. 
Este término está estrechamente relacionado con el ruido, considerado como un sonido molesto que puede producir efectos nocivos fisiológicos y psicológicos para una persona o grupo de personas.
Las principales causas de la contaminación acústica se deben a actividades humanas como el transporte, la construcción de edificios, las obras públicas y las industrias, entre otras.
Los organismos internacionales afirman que se corre el riesgo de una disminución importante en la capacidad auditiva, así como la posibilidad de trastornos que van desde lo psicológico (paranoia, estrés) hasta lo fisiológico por la excesiva exposición a la contaminación sónica.

#### Visual
La contaminación visual o contaminación estética es un tipo de contaminación  que hace parte de todo aquello que afecte o perturbe la visualización de algún sitio o paisaje.
.
Se refiere al abuso de ciertos elementos no arquitectónicos que alteran la estética del entorno, la imagen del paisaje tanto rural como urbano, y que generan, a menudo, una sobreestimulación visual agresiva, invasiva y simultánea. Dichos elementos pueden ser carteles, cables, chimeneas, antenas, postes, edificios y otros elementos, que no provocan contaminación de por sí; pero mediante la manipulación indiscriminada del hombre (tamaño, orden, distribución reflejo) se convierten en agentes contaminantes.

#### Lumínica
La definición de la  contaminación lumínica es algo bastante discutido. Una de las definiciones establece que la introducción de luz artificial produce una degradación de los ecosistemas o el estado natural. Actualmente, la ONU lo considera un subtipo de contaminación del aire. Sin embargo, existe también una definición operacional que limita a la degradación lumínica como aquellas emisiones lumínicas de fuentes artificiales de la luz en la noche en intensidades, direcciones, diarios u horarios innecesarios para la realización de actividades en la zona en la que se instalan las fuentes. 
La principal diferencia entre estas definiciones es que, en la primera, prácticamente toda iluminación nocturna causaría contaminación lumínica; y en la segunda, tan solo las instalaciones que emiten variedad de luz. Los efectos de la luz artificial en la naturaleza están probados independientemente de la eficiencia de los sistemas de iluminación.
La principal razón de ser es la de proporcionar la luz suficiente para realizar ciertas tareas y una sensación de seguridad (si la luz produce una seguridad real está en discusión). Sin embargo, un ineficiente y mal diseñado alumbrado exterior, la utilización de proyectores y cañones láser, la inexistente regulación del horario de apagado de iluminaciones publicitarias, monumentales u ornamentales, etc., generan un problema cada vez más extendido.
Como consecuencia de estos fenómenos, las ciudades se han desligado de su entorno y, junto con la contaminación, han generado una cápsula que impide disfrutar los cielos estrellados aún en condiciones climáticas adecuadas. Esta interferencia astronómica (que disminuye y distorsiona el brillo de las estrellas o cualquier objeto estelar afectando el trabajo de observatorios y astrónomos), se da durante la noche en las cercanías de las ciudades. Por este motivo, los observatorios astronómicos importantes se asientan en regiones alejadas de las urbes.

### Clasificación en función de la extensión de la fuente
- Contaminación puntual es cuando la fuente se localiza en un punto. Por ejemplo, las chimeneas de una fábrica o el desagüe en el río de una red de saneamiento.
- Contaminación lineal es cuando se produce a lo largo de una línea. Por ejemplo, la contaminación acústica, química, y residuos arrojados a lo largo de una autopista o los desechos de combustión de un avión en vuelo.
- Contaminación difusa es cuando el contaminante llega al ambiente de forma distribuida. La contaminación de suelos y acuíferos por los fertilizantes y pesticidas empleados en la agricultura es de este tipo. También es difusa la contaminación de los suelos cuando la lluvia arrastra hasta allí contaminantes atmosféricos, como pasa con la lluvia ácida. Esto afecta a ciertas especies animales y vegetales, modifica la composición de los suelos y desgasta los monumentos y el exterior de los edificios.

### Degradabilidad
- Contaminantes no degradables son aquellos contaminantes que no se descomponen por procesos naturales. Por ejemplo, son no degradables el plomo y el mercurio. La mejor forma de tratar los contaminantes no degradables (y los de degradación lenta) es por una parte evitar que se arrojen al medio ambiente y por otra reciclarlos o volverlos a utilizar. Una vez que se encuentran contaminando el agua, el aire o el suelo, tratarlos o eliminarlos es muy costoso y, a veces, imposible.
- Contaminantes de degradación lenta o persistente son aquellas sustancias que se introducen en el medio ambiente y que necesitan décadas o incluso a veces más tiempo para degradarse. Ejemplos de contaminantes de degradación lenta o persistente son el DDT y la mayor parte de los plásticos.
- Contaminantes degradables o no persistentes son los contaminantes degradables o no persistentes se descomponen completamente o se reducen a niveles aceptables mediante procesos naturales físicos, químicos y biológicos.
- Contaminantes biodegradables son los contaminantes químicos complejos que se descomponen (metabolizan) en compuestos químicos más sencillos por la acción de organismos vivos (generalmente bacterias especializadas) se denominan contaminantes biodegradables. Ejemplo de este tipo de contaminación son las aguas residuales humanas en un río, las que se degradan muy rápidamente por las bacterias, a no ser que los contaminantes se incorporen con mayor rapidez de lo que lleva el proceso de descomposición.

## Agentes contaminantes
Existen diferentes tipos de contaminantes que pueden ser químico, físico o biológico, que se definen por sus distintos tipos a la presencia que se da en la contaminación, pero se ve que cada una es considerado como un agente contaminante.

### Vertido de residuos sólidos urbanos

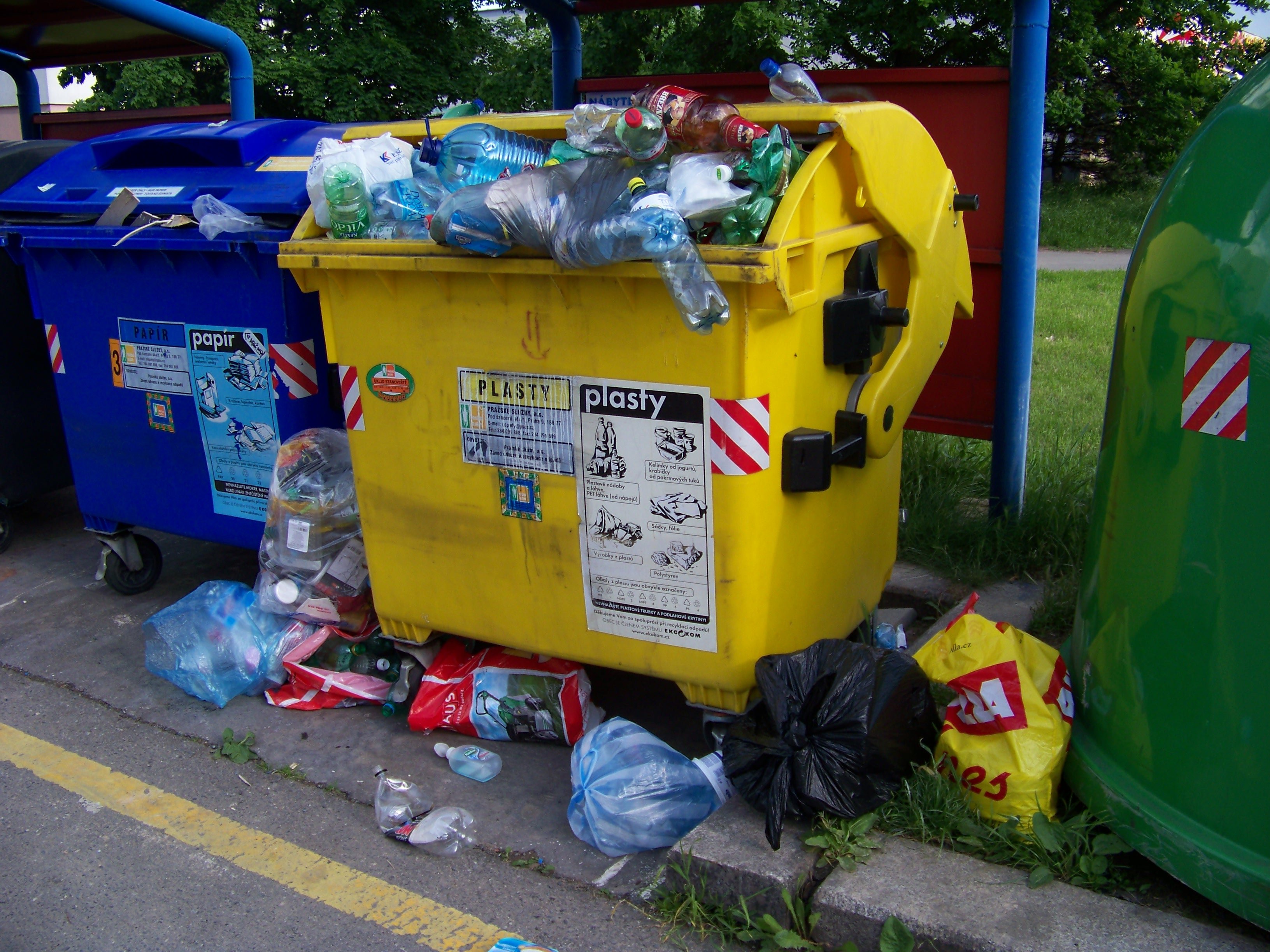
Los residuos urbanos son una de las formas más comunes de contaminación. Cada ciudadano en las grandes urbes aporta una cantidad de estos residuos. La minimización de residuos es una manera de combatir este mal.

Los residuos sólidos domésticos generan ingentes cantidades de desechos (orgánicos 30 %, papel 25 %, plásticos 7 %, vidrio 8 %, textiles 10 %, minerales 10 %, metales 10 %). Es prioritario compatibilizar el desarrollo económico y social con la protección de la naturaleza evitando las agresiones a los ecosistemas vivos y al medio ambiente en general. Es sumamente necesario el reciclado o la minimización de residuos que evita el continuo consumo de materias primas agotables y su vertido contaminante en la naturaleza.
Los vertederos comunes municipales son fuente de sustancias químicas que entran al medio ambiente del suelo (y a veces a capas de agua subterráneas), que emanan de la gran variedad de residuos aceptados, especialmente sustancias ilegalmente vertidas allí, o de vertederos antiguos de antes de los años 1970 cuando se implementaron ligeros controles en Estados Unidos o la Unión Europea. Ha habido también un inusual descarga de policlorodibenzodioxinas, comúnmente llamadas Dioxinas por simplicidad, como la TCDD.

#### Residuos orgánicos
Los residuos orgánicos son biodegradables. Naturalmente estos desechos pueden recuperarse y utilizarse por ejemplo para la fabricación de un fertilizante eficaz y beneficioso para los cultivos. 

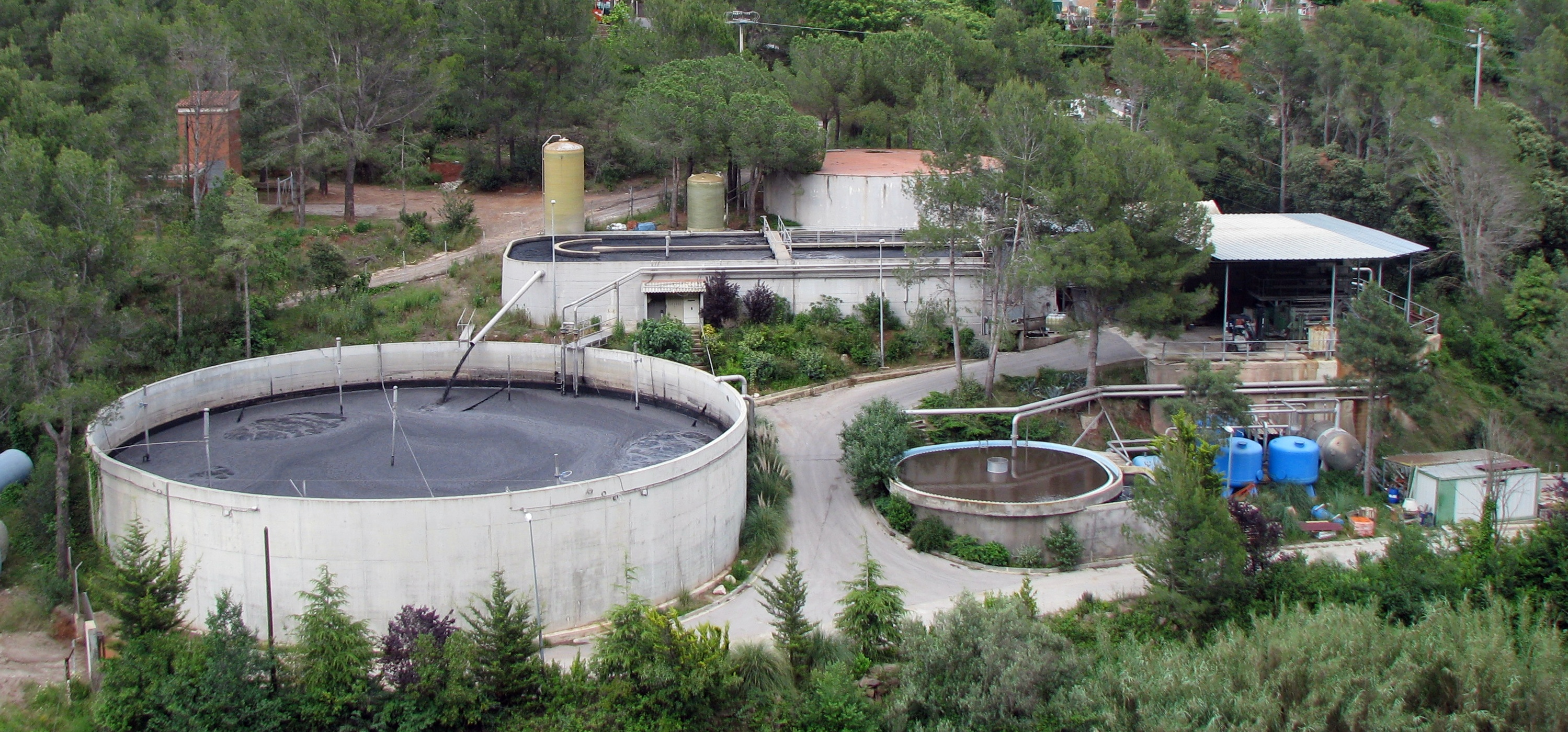
Las plantas depuradoras de aguas residuales son indispensables para potabilizar las aguas desechadas por las grandes ciudades evitando así la dispersión de enfermedades prevenibles en humanos y animales.

Una causa de contaminación orgánica son los desechos animales de las granjas de animales. Los excrementos de los animales y purines generan una importante contaminación, existe un gran número de estudios de investigación para conseguir convertir estos contaminantes en productos aprovechables e inocuos.
Los residuos humanos generalmente son tratado en plantas de tratamiento, pero en países poco desarrollados con pocos recursos y que prescinden de estas plantas, estos liberan sus residuos sin tratar, contaminando el ambiente y principalmente fuentes de agua potable, esto acarrea muchas enfermedades a la población, como por ejemplo el cólera. Por esto si bien los residuos de origen humano se degradan solos con el tiempo, es conveniente tratarlos por el bien de la salud de la población.

### Agentes químicos
En la actualidad, existen del orden de 70 000 productos químicos sintéticos, incrementándose cada año en unos 200 a 1000 nuevas sustancias químicas. Los efectos que producen estas sustancias en algunos casos son conocidos, pero en otros se sabe poco sobre sus efectos potenciales sobre los humanos y sobre el medio ambiente a largo plazo. Así, el cáncer originado por un producto químico puede, en algunos casos, tardar de 15 a 40 años en manifestarse.

#### Agricultura: fertilizantes, plaguicidas y herbicidas
El sector de la agricultura es uno de los que más contaminación indirectamente produce. Los causantes de la contaminación son los fertilizantes y plaguicidas utilizados para la fertilidad de la tierra y para fumigar los cultivos de las plagas que disminuyen la producción. A través de las lluvias y los riegos, estos productos contaminan las aguas superficiales y los acuíferos.
De acuerdo con la Convención de Estocolmo sobre contaminantes orgánicos persistentes, nueve de los 12 compuestos orgánicos más peligrosos y persistentes son plaguicidas.
En el 2001, una serie de informes culminaron en un libro llamado Fateful Harvest, que dio a conocer la práctica generalizada de reciclar subproductos industriales en fertilizantes, contaminando el suelo con varios metales y sustancias.

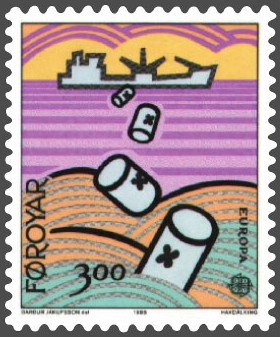
Estampilla que alude a la descarga de desechos al mar

#### Dioxinas y polifenilos
Las dioxinas son una serie de compuestos químicos que son muy resistentes a una degradación química o bioquímica y por tanto terminan acumulándose en los organismos vivos. Se originan a partir de la reacción del cloro con materia orgánica y oxígeno a alta temperatura. En 1940 las dioxinas no existían, pero ha sido la industrialización de productos químicos orgánicos asociada al desarrollo económico que se ha producido en las siete últimas décadas y ha originado su aparición en ciertos plásticos, pesticidas, insecticidas, entre otros, que contienen importantes cantidades de cloro.

#### Metales pesados
Los metales pesados representan una importante forma de contaminación antropogénica. Hay una serie de metales pesados esenciales en el ciclo vital de los seres vivos, los denominados oligoelementos. Otros metales pesados no ejercen función biológica alguna. A partir de ciertas concentraciones en los seres vivos pueden ser peligrosos. Los principales metales tóxicos que se encuentran dispersos en cualquier medio son el mercurio, el cadmio, el plomo, el cobre, el zinc, el estaño, el cromo, el vanadio, el bismuto y el aluminio. Los metales, de forma similar al resto de agentes contaminantes, se diluyen con facilidad en el agua. En el mar son dispersados por las corrientes marinas, aunque algunos se depositan en el bentos. Las acciones de estos metales sobre algunos organismos marinos pueden afectar su crecimiento, inhibir su reproducción e incluso convertirse en letales.
El plomo es encontrado en pinturas con plomo, combustible de aviación y, aunque se ha reducido el uso en la mayoría de los países, aún sigue empleando en la gasolina como producto antidetonante. La contaminación atmosférica que ha provocado la combustión de las gasolinas con plomo ha hecho llegar este metal hasta el mar. Se sabe que el plomo se deposita en las branquias de los peces, provocándoles serios problemas respiratorios.
El mercurio es el principal metal contaminante marino. Se acumula en los peces y llega a través de su consumo a los humanos que son más sensibles a su toxicidad y pueden sufrir envenenamiento por mercurio. Los límites legales máximos en España en los productos pesqueros es de 0,5 mg/kg de mercurio. La Universidad Rovira i Virgili de Tarragona publicó en 2005 una aplicación para evaluar a partir del consumo personal los riesgos del consumo de pescado por su concentración de contaminantes, frente a los beneficios por sus nutrientes.

#### Cianuro
El cianuro es un anión de representación CN- y consiste de un átomo de carbono con un enlace triple con un átomo de nitrógeno. Los cianuros son más comúnmente referidos a sales con el anión CN−. La mayoría de los cianuros son altamente tóxicos. Un envenenamiento con cianuro ocurre cuando un organismo está expuesto a un compuesto que emite iones (CN-) disuelto en agua. El cianuro tiene muchos usos, en la actualidad se utiliza en la industria, para exterminar plagas, y hasta en la medicina. Bajo un uso controlado puede ser seguro.
En la minería se lo utiliza para la extracción del oro, cobre, zinc y plata, utilizando un proceso muy controversial y debido a esto su uso está prohibido en varios países y territorios. Esto se debe a varios desastres ecológicos ocurridos debido a derrames o filtrado de cianuro de las minas o el colapso de los diques de colas. Y a que por el proceso de cianuración del oro, aparte de obtener los metales requeridos también se extraen metales pesados de poca importancia económica que quedan depositados en los diques de cola y algunas veces estos son abandonados sin realizar procesos de remediación.
Un caso notorio fue el derrame de Baia Mare el 30 de enero del 2000 en el norte de Rumania, cuando se derramó 130 000 m³ de cianuro diluido en agua que luego llegó a los ríos Danubio y Tisza a través de ríos tributarios. La alta concentración de cianuro de ese vertido se tradujo en la casi total destrucción de la fauna y la flora acuáticas en el río Someş y luego en el Tisza. Los efectos del derrame llegaron hasta el mar Negro. Hungría presentó una denuncia contra la empresa australiana Esmeralda, accionista mayoritaria de las acciones de la empresa Aurul de Baia Mare.

#### Detergentes y dispersantes de petróleo

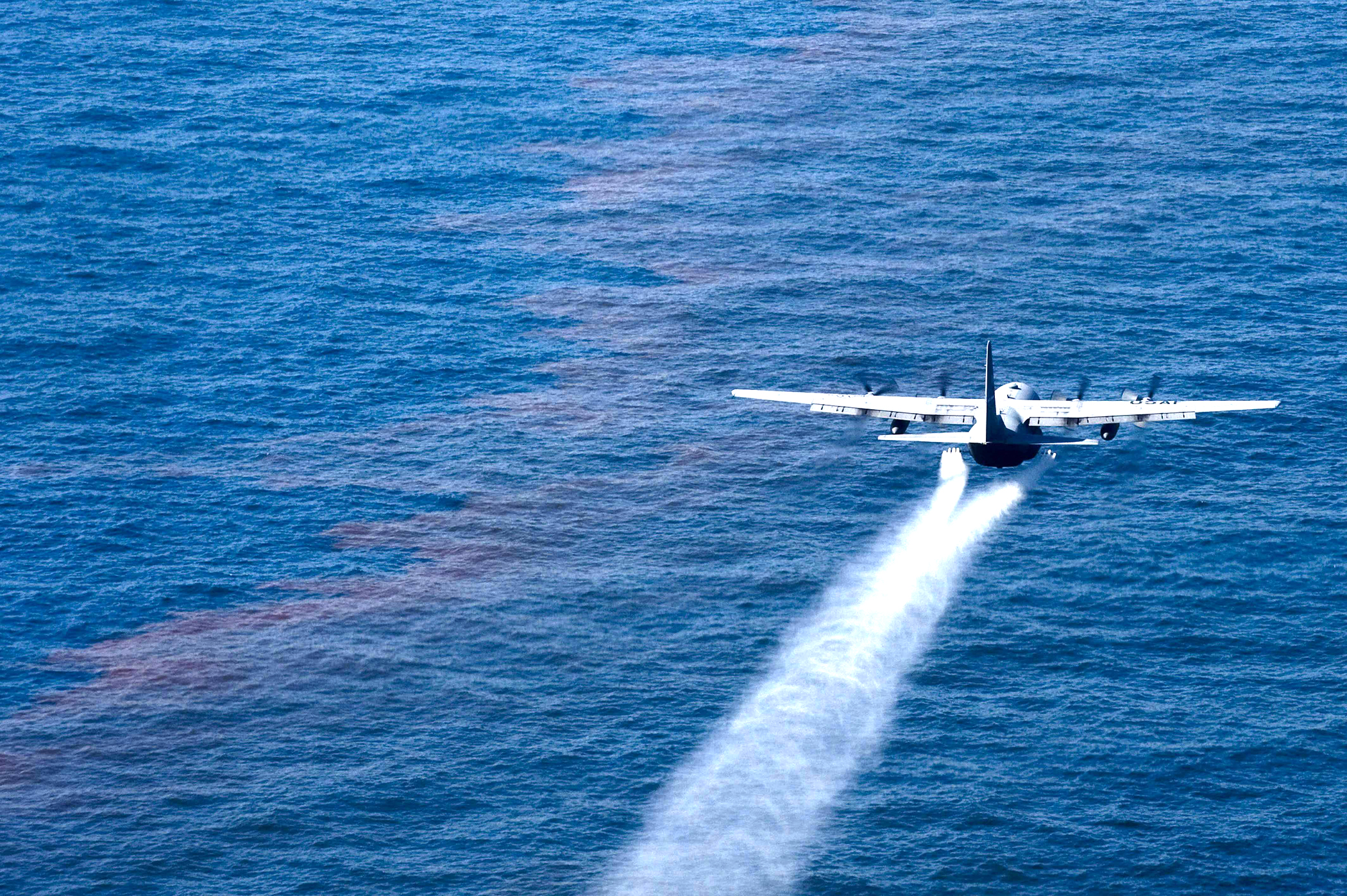
Avión de la fuerza aérea de Estados Unidos, esparciendo dispersante sobre la fuga de petróleo del Deepwater Horizon en el golfo de México.

El consumo de detergentes aumenta constantemente en el mundo. En 1995 se consumieron 10,2 millones de toneladas y las estimaciones para 2005 eran de 13,8 millones de toneladas.
Los dispersantes de petróleo son líquidos utilizados en los derrames de petróleo y cumplen la función de hacer soluble el petróleo en agua, y transferirlo desde la superficie del agua hacia la columna de agua. Existen varias marcas de dispersantes, una de las más conocidas es Corexit, utilizada en los desastres ambientales de Exxon Valdez y el reciente derrame de Deepwater Horizon. Una cualidad de los dispersantes es la de a veces ser más tóxicos para el medio ambiente y la salud que el mismo petróleo y de bioacumularse en los tejidos de seres vivos. Además, el hecho de que los dispersantes transfieran el petróleo flotante hacia la columna de agua significa un serio riesgo para los seres que viven bajo el mar y para las aves marinas que se alimentan de ellos.

### Petróleo
El petróleo es uno de los hidrocarburos de origen fósil, fruto de la transformación de materia orgánica procedente de zooplancton y algas que, depositados en grandes cantidades en fondos anóxicos de mares o zonas lacustres del pasado geológico, fueron posteriormente enterrados bajo pesadas capas de sedimentos.

#### Toxicidad
El petróleo es una mezcla homogénea de compuestos orgánicos, principalmente hidrocarburos insolubles en agua. Muchos de estos compuestos son altamente tóxicos y causan cáncer (carcinógenos). El petróleo es muy letal para los peces, los mata rápidamente a una concentración de 4000 partes por millón (ppm) (0,4 %). "Alcanza solo un cuarto de gasolina para hacer 250 000 galones de agua de mar tóxicos para la vida salvaje". Es equivalente la concentración de 1 ppm de petróleo o destilados de este para causar enfermedades congénitas en aves.
El benceno está presente en el petróleo y la gasolina, se sabe que causa leucemia en humanos. Se sabe que el compuesto reduce los leucocitos en la sangre humana, lo que deja a las personas expuestas a este compuesto, más susceptibles a infecciones. "Estudios han relacionado exposiciones al benceno en un escaso rango de partes por billón (ppb) a leucemia terminal, enfermedad de Hodgkin, y otras enfermedades de la sangre y el sistema inmunitario con exposiciones de entre 5 a 15 años".

#### Extracción
La extracción de petróleo es simplemente remover el petróleo de un reservorio. Este es a menudo recuperado como una emulsión de agua y petróleo, y se utilizan químicos demulsificantes para separar el petróleo del agua. La extracción de petróleo es costosa y muchas veces daña el medio ambiente. La extracción ha evolucionado mucho desde sus principios sumándose al proceso de extracción una amplia variedad de técnicas y nuevas tecnologías, pero aún en algunos casos sigue siendo contaminante. Por ejemplo el caso de los campos petroleros de Lago Agrio en Ecuador donde se contaminaron el suelo y agua de la región y se produjeron muchos problemas de salud a la población. Esto fue debido a que la empresa encargada de la explotación de los pozos petrolíferos no trato el agua producida (agua contaminada proveniente del interior del pozo), y la acumularon en piletas al aire libre sin ningún tratamiento previo, esto produjo que estas aguas contaminadas se filtraran a los suelos, ríos y napas subterráneas de la región.

#### Plásticos
Entre los residuos domésticos los plásticos son uno de los principales componentes, suponiendo el 7 % de su peso total y el 20 % de su volumen. Son unos materiales muy resistentes a la degradación que impone la naturaleza y con una vida media muy alta. En 1955 era un residuo inexistente en la mayoría de los países y hoy ha cobrado un gran protagonismo.
Se conocen por sus siglas en inglés: polipropileno (PP), poliestireno (PS), policloruro de vinilo (PVC), polietileno de alta densidad (PDPE), polietileno de baja densidad (LDPE), etc.
Dada su alta resistencia a la degradación y lo útil que resulta su empleo, en la actualidad prácticamente indispensable, la forma para disminuir su proliferación como residuo sería el reciclado. Pero para ello se encuentra con el problema de que cada objeto de plástico responde a una composición diferente lo que impide su reciclado. Lo idóneo sería homogeneizar la recogida por tipo de plástico, pero de momento este problema no está resuelto.
El plástico ha sustituido al vidrio se encuentre en todas partes es decir no existe una conciencia para reciclar independientemente de lo útil que sea.
En el caso de Perú, según la fuente "El comercio", Lima, y el Callao, son responsables de 3 millones de toneladas al año; los desechos orgánicos son los más frecuentes (53%), después le sigue el plástico con 36 000 toneladas por año (11 %).

#### Combustión
La combustión del petróleo y sus derivados produce productos residuales: partículas, CO2, SOx (óxidos de azufre), NOx (óxidos nitrosos). El CO2 y los NOx (óxidos nitrosos) son gases de efecto invernadero que generan el cambio climático y la acidificación de los océanos. Mientras que los SOx (óxidos de azufre) son poderosos productores de lluvia ácida que destruyen bosques y ecosistemas acidificando las aguas.

#### Derrames de petróleo

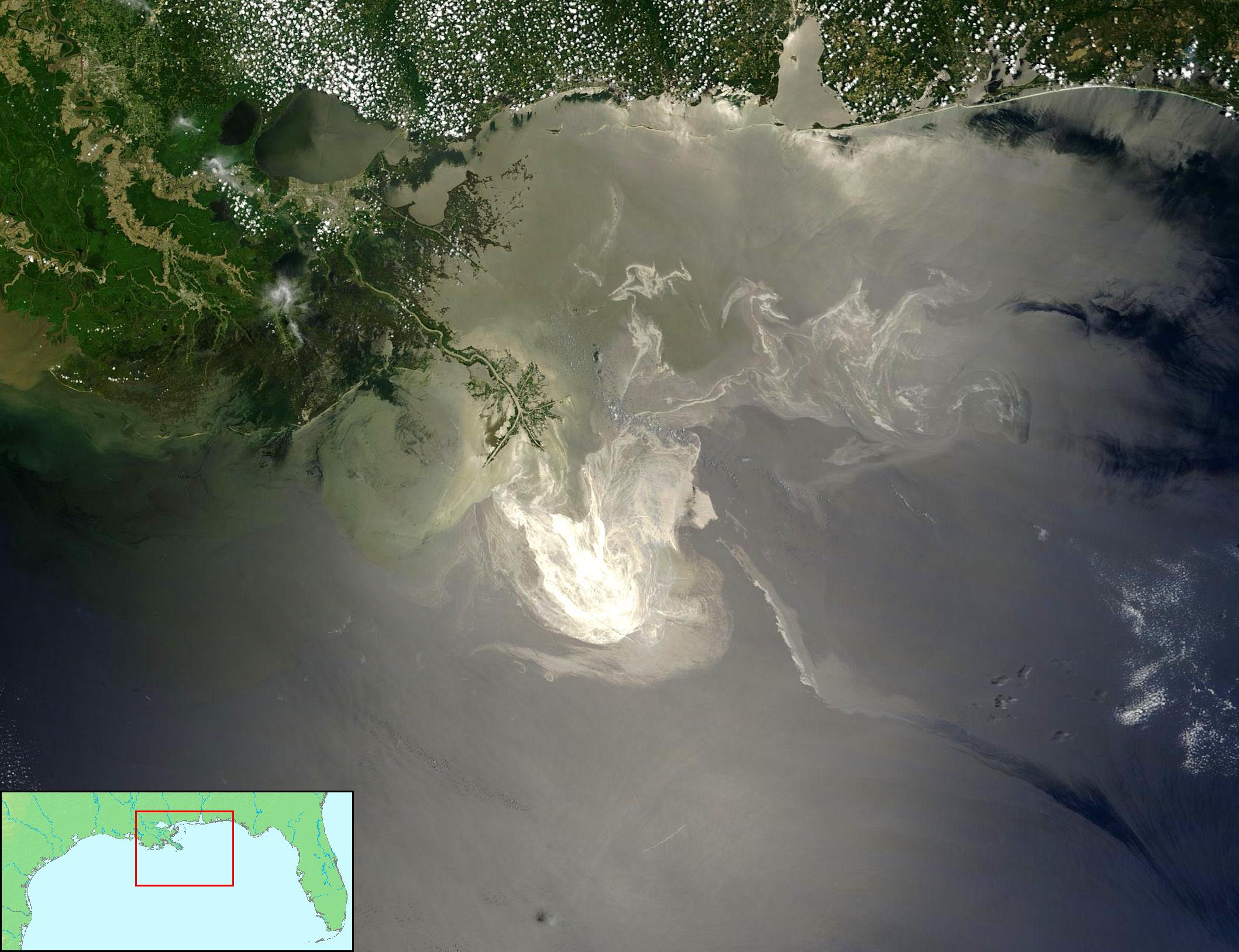
Foto satelital del derrame de la plataforma petrolífera Deepwater Horizon en el Golfo de México en 2010

Los derrames son la descargas de petróleo líquido u otro tipo hidrocarburo al medio ambiente debido a la actividad del hombre. El término hace referencia a derrames en los océanos o en agua dulce. Se puede producir por derrames de petroleros, plataformas petrolíferas, plataformas de perforación, pozos petrolíferos, también los derrames pueden ser de productos ya refinados como la gasolina, el diésel u otros productos similares. El limpiado de los derrames toma meses o incluso años. El petróleo también puede aparecer en el ambiente marino por medio de filtraciones naturales, aunque estas filtraciones liberan bajas cantidades de petróleo comparado con un derrame convencional.
Para la remediación de los derrames se utiliza una amplia variedad de técnicas desde recolectar el petróleo, a usar biorremediadores (usando microorganismos) o agentes biológicos para destruir o remover el petróleo, dispersantes, quema controlada, solidificar el petróleo para luego retirarlo, también aspirando petróleo y agua mediante vació y luego centrifugando se puede separan el agua del petróleo.
Existe una gran cantidad de derrames de petróleo, uno de los más importantes fue el de la plataforma petrolífera Deepwater Horizon en el golfo de México que se hundió el 22 de abril de 2010 como resultado de una explosión que había tenido lugar dos días antes provocando uno de los más importantes derrames de petróleo en la historia de Estados Unidos. Según datos de los Estados Unidos el pozo de la empresa British Petroleum (BP) vertió 780 millones de litros, y afecto 4.800 kilómetros de costas y marismas y 220 000 km² de agua cerrados a la pesca. Esto provocó un desastre ecológico y económico para la región. La BP se ocupó de detener la fuga y de hacer parte de la limpieza, repartió miles de millones de dólares en compensaciones, y afronta miles de juicios por indemnizaciones. Un estudio publicado en Science concluye que la desaparición de la marea negra es más lenta de lo esperado, encontrándose bajo la superficie, lo que podría suponer un grave riesgo para la fauna marina. Otro estudio informó que el 80 % del crudo no ha sido recuperado y que las cifras de crudo vertido podrían ser aún mayores a las oficiales.

### Radiación ionizante
Se denomina contaminación radioactiva a la presencia no deseada de sustancias radiactivas en el entorno y esta no da indicación de la magnitud de los riesgos inherentes a esta contaminación. Esta contaminación puede proceder de radioisótopos naturales o artificiales.
Las fuentes naturales provienen de ciertos elementos químicos y sus isótopos y de los rayos cósmicos, estos últimos son las responsables del 80 % de la dosis recibida por las personas en el mundo (en promedio), el otro porcentaje proviene de fuentes médicas como los rayos X. Bajas dosis de radiación no son peligrosas, el problema ocurre cuando una persona está expuesta a estas dosis por un tiempo prolongado. O se expone a altas dosis de radiación.
Las fuentes artificiales pueden provenir del derrame o accidentes en la producción o uso de radioisótopos, en menor medida la lluvia radioactiva proveniente de bombas atómicas y test nucleares, otras fuentes son derrames o accidentes con radioisótopos provenientes de la medicina nuclear o el xenón que se libera durante el reprocesamiento nuclear de combustible nuclear ya usado, otra es debido a accidentes en centrales nucleares.

#### Niveles de contaminación
Los niveles de contaminación pueden ser bajos o altos, cuando son bajos pueden aún ser detectados por los instrumentos, y se deja que los radioisótopos decaigan (pierdan su radiactividad si son de corta vida), pero si son de lento decaimiento se procede a la limpieza, ya que bajas radiaciones por tiempos muy prolongados pueden ser perjudiciales para la salud.
Altos niveles de radiación son más peligrosos para las personas y el medio ambiente. Las personas pueden estar expuestas niveles letales de radiación, ambas externamente e internamente, debido a accidentes o deliberadamente implicando grandes cantidades de material radioactivo. Los efectos biológicos de exposición externa a contaminación radioactiva no son distintos a las fuentes de radiación como máquinas de rayos X, y son dependientes de la dosis absorbida.

#### Efectos biológicos
Los efectos biológicos del depósito de radioisótopos depende en gran medida de la actividad (del radioisótopo) y la biodistribución y tasas de eliminación de los radioisótopos, también depende del elemento químico. Los efectos también dependen de la toxicidad química del material depositado, independientemente de su radioactividad. Algunos radioisótopos se distribuyen en todo el cuerpo y son rápidamente removidos, como es el caso del agua tritiada. Algunos órganos concentran ciertos elementos y también los radioisótopos de sus variantes radioactivas. Esto lleva a una menor tasa de eliminación de los radioisótopos. Por ejemplo, la glándula tiroides acumula un gran porcentaje de yodo que entra al cuerpo. Grandes cantidades de yodo radioactivo pueden dañar o destruir la tiroides, mientras que otros tejidos son afectados en menor medida. El yodo radioactivo es un producto común de la fisión nuclear; fue uno de los mayores componentes radioactivos liberados en el accidente de Chernóbil dejando nueve casos pediátricos de cáncer tiroideo y hipotiroidismo. Durante el accidente nuclear de Fukushima I el gobierno japonés entregó dosis de yodo a la población afectada para prevenir casos de cáncer tiroideo. Por otro lado, el yodo radioactivo es utilizado en el tratamiento de muchas enfermedades de la tiroides precisamente por lo receptiva que es la tiroides al yodo.

#### Casos

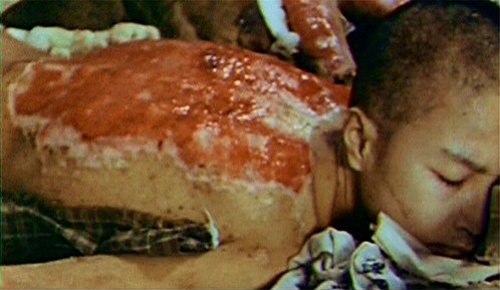
Fotografía de Sumiteru Taniguchi, sobreviviente del ataque a Nagasaki, tomada en enero de 1946. Actualmente se exhibe en el Museo de la Bomba Atómica de Nagasaki. Una tarjeta de presentación de Taniguchi muestra esta foto, con la leyenda "Quiero que usted entienda, aunque sólo sea un poco, el horror de las armas nucleares". Taniguchi recibió varias operaciones en los años posteriores a causa del envenenamiento por radiación.

En 1945 para el fin de la Segunda Guerra Mundial se produce en Japón los ataques nucleares sobre Hiroshima y Nagasaki, estos ataques revelaron al mundo la devastación que producen las bombas y su contaminación radioactiva. Se estima que hacia finales de 1945, las bombas habían matado a 140 000 personas en Hiroshima y 80 000 en Nagasaki, aunque solo la mitad había fallecido los días de los bombardeos. Entre las víctimas, del 15 al 20 % murieron por lesiones o enfermedades atribuidas al envenenamiento por radiación.
Uno de los casos más famosos que se produjo en una planta de energía nuclear en Ucrania, fue el accidente de Chernóbil ocurrido el 26 de abril de 1986, durante una prueba en el reactor nuclear 4 que llevó a un sobrecalentamiento en el centro del reactor y que evolucionó en una fusión de núcleo, lo que produjo una explosión de hidrógeno que liberó a medioambiente materiales radiactivos o tóxicos. Se estimó fue unas 500 veces mayor que el liberado por la bomba atómica arrojada en Hiroshima en 1945, causó directamente la muerte de 31 personas y forzó al gobierno de la Unión Soviética a la evacuación de 116 000 personas provocando una alarma internacional al detectarse radiactividad en, al menos, 13 países de Europa central y oriental. Luego del accidente se inició una masiva descontaminación con la participación de 600 000 personas denominadas liquidadores, el reactor n.º 4 que fue destruido totalmente y fue aislado con un sarcófago de hormigón armado para prevenir el escape adicional de la radiación, se aisló una zona en un radio de 30 km alrededor del reactor denominada zona de exclusión. Poco después del accidente varios países europeos instauraron medidas para limitar el efecto sobre la salud humana de la contaminación de los campos y los bosques. Se eliminaron los pastos contaminados de la alimentación de los animales y se controlaron los niveles de radiación en la leche. También se impusieron restricciones al acceso a las zonas forestales, a la caza y a la recolección de leña, bayas y setas.

#### Opinión pública
Otros accidentes como el de Accidente nuclear de Fukushima I iniciado por el terremoto y tsunami de Japón el 11 de marzo de 2011, produjeron un gran impacto en la opinión pública. Esto llevó al primer ministro de Japón Naoto Kan a congelar la construcción de nuevas plantas nucleares para el 2030 y a declarar que Japón debería abandonar gradualmente el programa nuclear por los riesgos que implica esta tecnología. Esto significaría un cambio rotundo en la matriz energética de este país. Kan busca promover la energía renovable para Japón. Alemania también dio marcha atrás a su programa nuclear cuando la canciller alemana Angela Merkel decidió cerrar todas sus centrales nucleares para el 2022, y dar un importante impulso a energías más eficientes y renovables, manteniendo sus objetivos de reducir las emisiones de CO2. Este giro en la política energética fue influenciado por el accidente nuclear en Japón sumado 30 años de movimientos ciudadanos en contra de la energía nuclear.

### Gases contaminantes

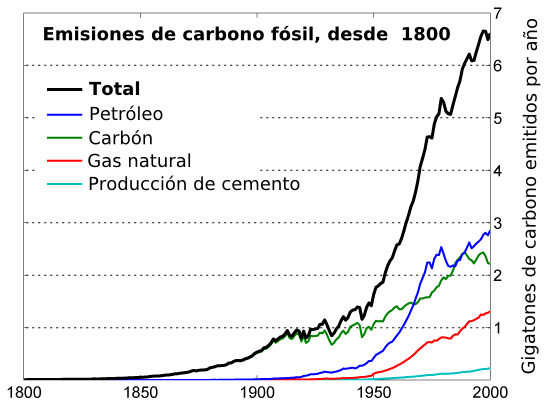
En la Tierra a partir del año 1950 se incrementaron considerablemente las emisiones por combustión de combustibles fósiles, tanto las de petróleo como las de carbón y gas natural.

Las emisiones del motor de los vehículos es una de las primeras causas de la contaminación del aire. China, Estados Unidos, Rusia, México, y Japón son los líderes del mundo en las emisiones de contaminantes del aire.
La contaminación del aire por la agricultura viene de la tala y quema de vegetación natural, también por el rociado de pesticidas y herbicidas.

#### Gases de efecto invernadero
Son gases en la atmósfera que absorben y emiten radiación solar dentro del rango infrarrojo. Este proceso es la causa fundamental del efecto invernadero. Los principales gases de efecto invernadero en la atmósfera terrestre son el vapor de agua, dióxido de carbono, metano, óxidos de nitrógeno, y el ozono. En el sistema solar, las atmósferas de Venus, Marte, y Titán también contiene gases que causan efecto invernadero. Los gases de efecto invernadero afectan fuertemente a la Tierra; sin ellos, la superficie de la Tierra sería 33 °C (59 °F) más fría que el presente.
Si bien todos ellos —salvo algunos compuestos como los CFC— son naturales, en tanto que existen en la atmósfera desde antes de la aparición de los seres humanos.
Desde el comienzo de la revolución industrial, la quema de combustibles fósiles ha contribuido al incremento de los óxidos de nitrógeno y dióxido de carbono en la atmósfera, este último de 280 ppm a 390 ppm, a pesar de la absorción de una gran parte de las emisiones a través de diversos "sumideros" naturales presentes en el Ciclo del carbono. Se estima que también el metano está aumentando su presencia por razones antropogénicas (debidas a la actividad humana). Además, a este incremento de emisiones se suman otros problemas, como la deforestación, que han reducido la cantidad de dióxido de carbono retenida en materia orgánica, contribuyendo así indirectamente al aumento antropogénico del efecto invernadero. Asimismo, el excesivo dióxido de carbono está acidificando los océanos y reduciendo el fitoplacton.
El Protocolo de Kioto intenta reducir las emisiones de seis gases de invernadero CO2, CH4, N2O, además de tres gases industriales fluorados: Hidrofluorocarbonos, Perfluorocarburos y Hexafluoruro de azufre a los niveles de 1990. Para noviembre de 2009, eran 187 estados los que ratificaron el protocolo. Sin embargo este protocolo vence en el 2012.

#### Gases supresores de la capa de ozono
Los gases que reducen la capa de ozono son de dos tipos: de origen natural y de origen humano. Los naturales se deben a la presencia de radicales libres como monóxido de nitrógeno (NO), óxido nitroso (N2O), hidroxilo (OH) Cloro atómico (Cl), y Bromo atómico (Br)) que se liberan a la atmósfera desde fuentes naturales.
Los gases de origen humano son los clorofluorocarburos (abreviados como CFC), son gases que reducen el ozono presente en la atmósfera provocando el agujero de ozono en los polos terrestres, mediante una reacción fotoquímica que se produce en la estratosfera debido a la presencia de los rayos UV-C solares. Los CFC se utilizaban como gases de refrigeración y en propelentes de aerosoles.
Actualmente se prohibió el uso de estos gases mediante el Protocolo de Montreal, que es un tratado internacional que prevé la recuperación de la capa de ozono para el año 2050 si se cumple el tratado.

#### Esmog

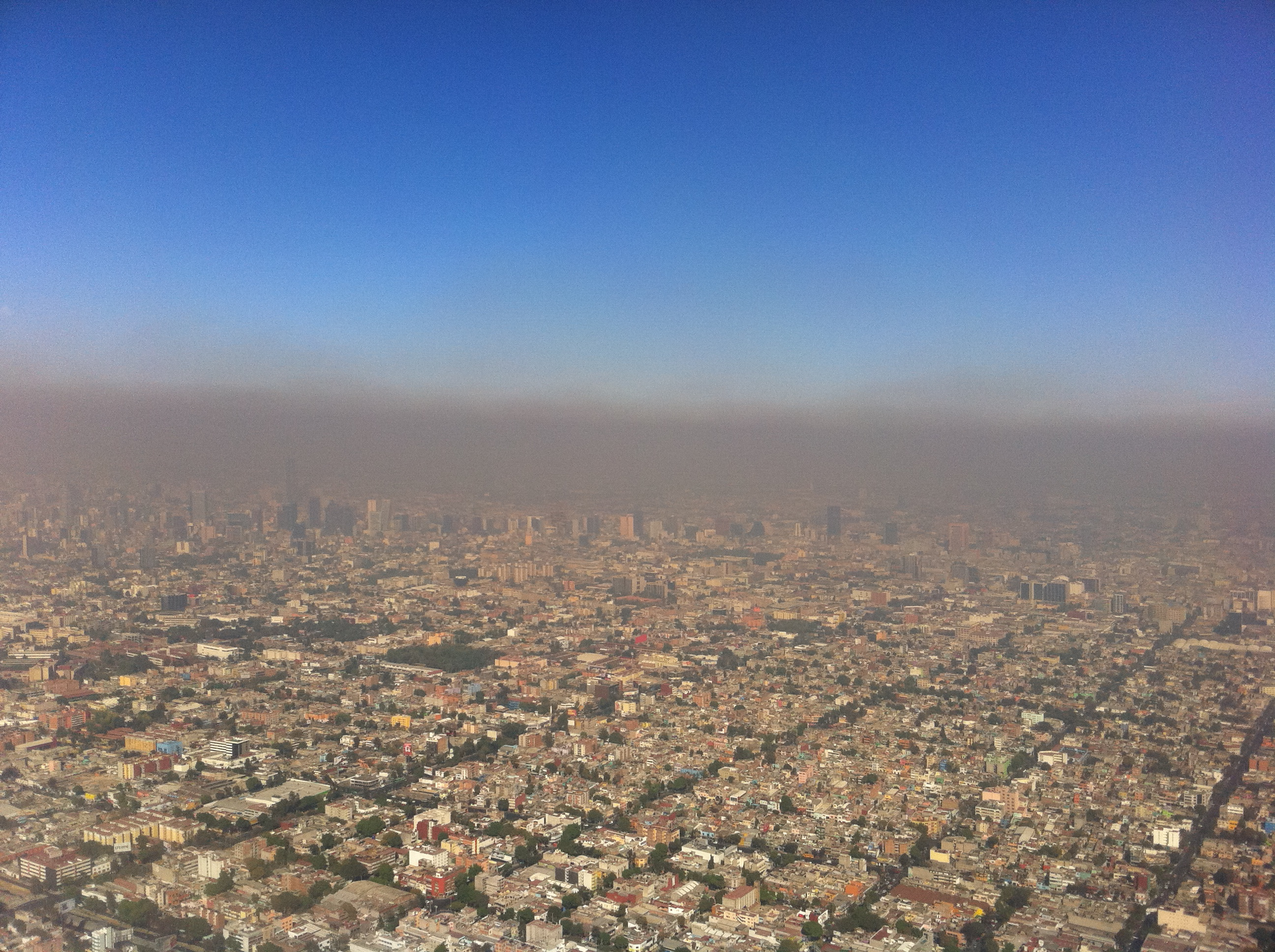
Esmog fotoquímico sobre la Ciudad de México en diciembre de 2010

El esmog es una forma de contaminación atmosférica derivada de la combustión vehicular de los motores de combustión interna y las emisiones industriales, que reaccionan en la atmósfera con la luz solar para formar un contaminante secundario que se combina con las emisiones primarias para formar esmog fotoquímico.
El esmog fotoquímico fue descubierto en 1950, y es una reacción de la luz solar con óxidos de nitrógeno y Compuestos orgánicos volátiles en la atmósfera, que deja material particulado en suspensión y ozono troposférico.
El esmog fotoquímico es considerado un problema en la industrialización moderna. Está presente en todas las ciudades modernas, aunque más comúnmente en ciudades soleadas, cálidas, de clima seco y con una gran cantidad de vehículos a motor. Por ser contaminación atmosférica puede viajar con el viento, afectando otras poblaciones que no produjeron este esmog. La principal manera de reducir este tipo de contaminación es reducir o regular el transporte de vehículos y las emisiones industriales.

## Efectos

### Humanos

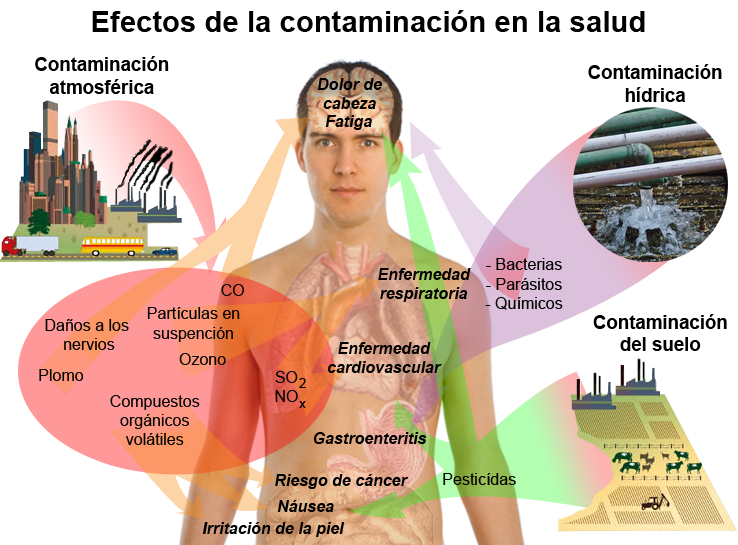
Efectos sobre la salud de algunos de los más típicos contaminantes.

La calidad del aire adverso puede matar a los organismos, incluyendo al hombre. La contaminación con ozono puede producir enfermedades respiratorias, enfermedades cardiovasculares, inflamaciones de garganta, dolor de pecho y congestión nasal. La contaminación causa muchas enfermedades y estas dependen del contaminante que las cause; generalmente son enfermedades de los ojos y del aparato respiratorio como la bronquitis, el asma y el enfisema pulmonar.
La contaminación del agua causa aproximadamente 14 000 muertes por día, la mayoría debido a la contaminación de agua potable por aguas negras no tratadas en países en vías de desarrollo. Un estimado de 700 millones de hindúes no tienen acceso a un sanitario adecuado, 1000 niños hindúes mueren de enfermedades diarreicas todos los días. Alrededor de 500 millones de chinos carecen de acceso al agua potable. 656 000 personas mueren prematuramente cada año en China por la contaminación del aire. En India, la contaminación del aire se cree causa 527 700 muertes cada año. Estudios han estimado en cerca de 50 000 muertes en Estados Unidos por contaminación del aire.
Los derrames de petróleo pueden causar irritación de piel y eflorescencia. La contaminación acústica induce sordera, hipertensión arterial, estrés, y trastorno del sueño. El envenenamiento por mercurio ha sido asociado al trastornos del desarrollo en niños y síntomas neurológicos. La gente mayor de edad está más expuesta a enfermedades inducidas por la contaminación del aire. Aquellos con trastornos cardíacos o pulmonares están bajo mayor riesgo. Niños y bebés también están en serio riesgo. El plomo y otros metales pesados se ha visto que generan problemas neurológicos. Las sustancias químicas y la radiactividad pueden causar cáncer y también inducir mutaciones genéticas que provocan enfermedades congénitas.
Se ha probado recientemente que la contaminación puede reducir la fertilidad tanto en hombres como mujeres. En hombres reduce la calidad del semen y puede producir esterilidad. En las mujeres menores a 40 años puede provocar una menopausia precoz debido a una reducción radical de su reserva ovárica.

### Ecosistemas

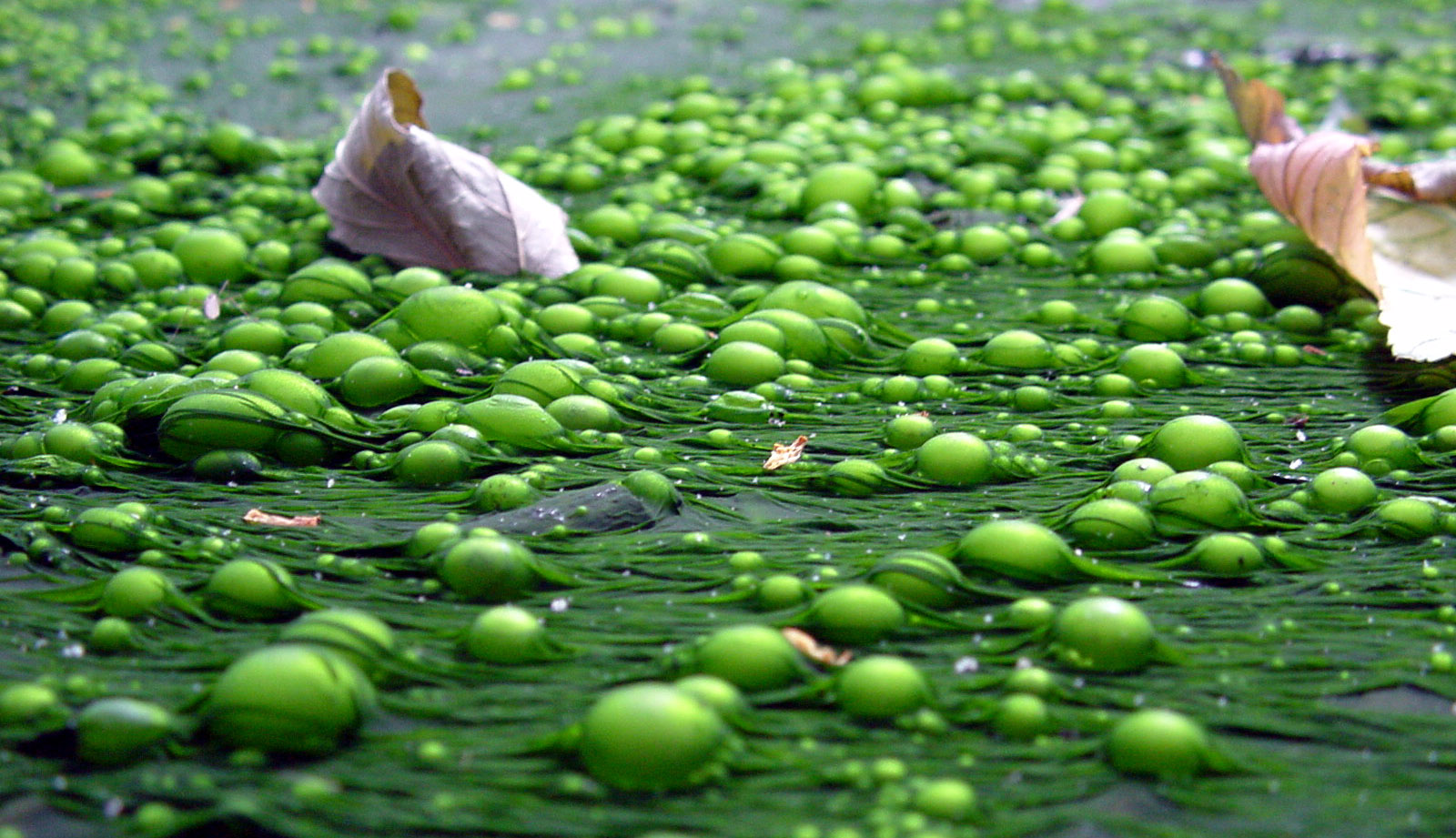
Charca eutrofizada con una fuerte proliferación de algas producto de una contaminación con nutrientes artificiales, como por ejemplo fertilizantes agrícolas o aguas servidas. Estas proliferaciones de algas pueden traer aparejado mortandad de peces y otros animales acuáticos.

La contaminación se ha encontrado presente ampliamente en el medio ambiente. Existe un amplio número de efectos debido a esto:
- Biomagnificación: describe situaciones donde toxinas (como metales pesados o contaminantes orgánicos persistentes, etc.) pueden pasar a través de niveles tróficos, convirtiéndose exponencialmente en toxinas más concentradas en los niveles tróficos más altos.
- La emisión de dióxido de carbono causa el calentamiento global por aumento en su concentración en la atmósfera, y la acidificación de los océanos el decrecimiento del pH de los océanos de la Tierra debido a la disolución de CO2 en el agua.
- La emisión de gases de efecto invernadero conduce al calentamiento global que afecta a ecosistemas en muchas maneras.
- Especies invasoras pueden competir con especies nativas y reducir la biodiversidad. Plantas invasivas pueden contribuir con desechos y biomoléculas (alelopatía) que pueden alterar el suelo y composiciones químicas de un entorno, o incluso reduciendo especies nativas por competitividad.
- Óxidos de nitrógeno son removidos del aire por la lluvia y fertilizan la tierra y pueden cambiar la composición de especies en un ecosistema.
- El esmog y la neblina pueden reducir la cantidad de luz solar recibida por las plantas para llevar a cabo la fotosíntesis y conducir a la producción de ozono troposférico que daña a las plantas.
- El suelo se puede volver infértil e inviable para plantas. Esto afectará a otros organismos en la cadena trófica.
- Dióxido de azufre y óxidos de nitrógeno pueden causar lluvia ácida que baja el valor de pH del suelo y las aguas en donde se precipita.
- El enriquecimiento de un ecosistema acuático con nutrientes artificiales trae aparejado una eutrofización, que es un crecimiento desmedido de una especie generalmente algas verdes unicelulares que afloran en forma desmedida ecosistemas acuáticos, impidiendo el desarrollo de otras especies tanto vegetales como animales. Esta afloración de algas se suele dar por la contaminación difusa de fertilizantes agroindustriales, desechos de alimento o fecales de la ganadería industrial, desechos forestales, o desechos orgánicos de una ciudad (aguas servidas).

### Agujero en la capa de ozono

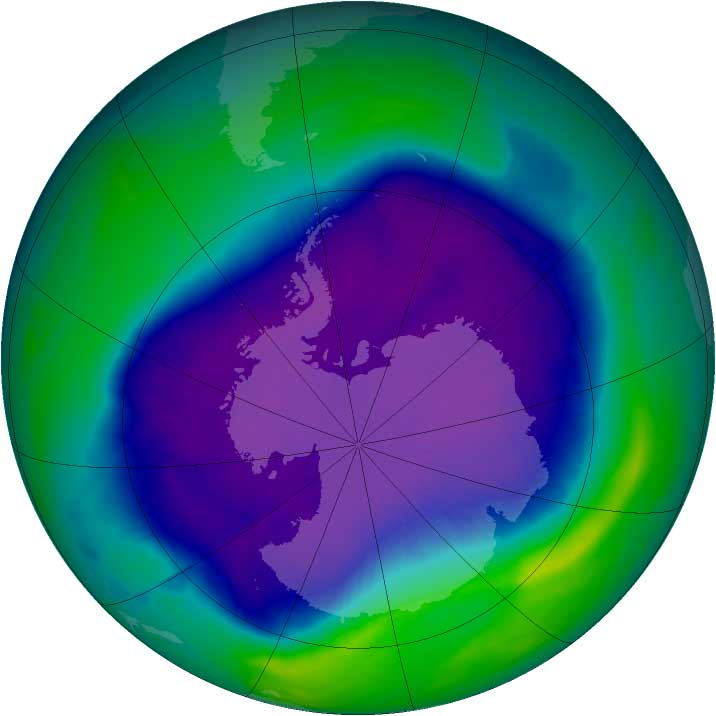
El agujero de ozono sobre el continente Antártico en septiembre de 2006, el más grande del que tenga registro la NASA.

El ozono es un gas presente en la atmósfera, se forma en la estratosfera por la acción de los rayos ultravioletas (UV) en las moléculas de oxígeno, el ozono absorbe parte de la radiación ultravioleta (UV), y no permite que la peligrosa radiación UV-B llegue a la superficie de la Tierra. La reducción en la capa de ozono de la estratosfera trae aparejado un incremento de UV-B que llegan a la superficie. Se sospecha una variedad de consecuencias debido al incremento de los rayos UV-B por esta reducción, en humanos son cáncer de piel, cataratas, fotoqueratitis y daños en el sistema inmunológico, en la naturaleza, en cultivos y bosques sensibles a los UV-B, daños en la estructura de ADN u oxidación, y reducción de las poblaciones de plancton de las zonas fóticas en los océanos.
Desde la década de 1970 se ha detectado una reducción de la capa de ozono estratosférico. Esto se debe a causas naturales y a causa de la actividad del hombre. Las naturales se deben a la presencia de radicales libres —como monóxido de nitrógeno (NO), óxido nitroso (N2O), hidroxilo (OH) Cloro atómico (Cl), y Bromo atómico (Br)— que se liberan a la atmósfera desde fuentes naturales. En cuanto a las razones antropomórficas son principalmente la liberación de organohalógenos fabricados por el hombre como los cloroflorurocarburos (CFCs utilizados en aerosoles y refrigerantes) y los bromoflorurocarbonos. También por el aumento del N2O, Cl, Br a causa del hombre. Esto produce la formación del agujero de la capa de ozono en los polos de la tierra, siendo el momento en que se registra menores temperaturas cuando se registra el mayor tamaño del mismo, y siendo el de mayor tamaño el de la Antártida, que en algunas instancias ha llegado al sur de Australia, Nueva Zelanda, Argentina, y Sudáfrica.
El protocolo de Montreal es un tratado internacional destinado a reducir las emisiones que producen el agujero de ozono, (ver más abajo).
Desafortunadamente muchas de las sustancias reemplazantes de aquellas que causan el agujero en la capa de ozono (por ejemplo los HCFC y los hidrofluorocarburos utilizados en refrigerantes y reemplazante del CFC), se cree son potentes gases de efecto invernadero con mucha potencia de aumentar el calentamiento global.

### Lluvia ácida

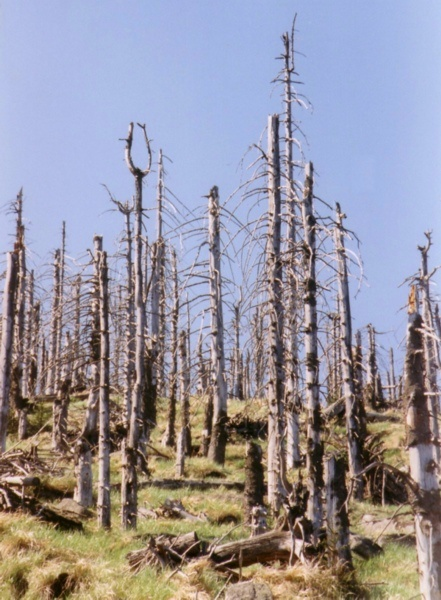
Árboles secos debido a la lluvia ácida

La lluvia ácida es una precipitación de cualquier tipo con altos niveles de ácido nítrico o ácido sulfúrico que también puede ocurrir en forma de nieve, niebla, rocío, o pequeñas partículas de material seco que se deposita en la tierra. Es causada por la emisión de dióxido de azufre y óxidos de nitrógeno que reaccionan con las moléculas de agua formando ácido. Estas emisiones pueden deberse a causas naturales como los óxidos de nitrógeno que ocurren debido a rayos, o material vegetal en pudrición y el dióxido de azufre que es emitido por erupciones volcánicas. Pero la mayoría de las emisiones se deben a la actividad del hombre, el mayor porcentaje es a causa de la quema de combustibles fósiles (plantas de energía que funcionan a carbón, fábricas y vehículos).
Desde la revolución Industrial hubo un considerable aumento de las emisiones de óxidos de nitrógeno y dióxido de azufre. Desde 1970 el tema tomo conciencia pública en Estados Unidos. Actualmente la lluvia ácida provocada por las industrias es un grave problema en China y Rusia y otras regiones. Incluso muchas veces las emisiones que provocan la lluvia ácida son trasportadas por el viento a zonas alejadas de los centros industrializados, donde luego precipitan.
Las lluvias ácidas tienen un impacto negativo para el suelo, la vida acuática, los bosques y en menor medida a la salud humana. En el suelo los altos niveles de pH matan a los microbios, liberan toxinas como el aluminio, y filtran nutrientes esenciales y minerales como el magnesio. En el agua, un bajo pH y altas concentraciones de aluminio ocasionados por la lluvia ácida afectan a los peces y otros animales acuáticos, los huevos de peces no pueden eclosionar un pH menor a 5 y si el pH baja más los peces adultos pueden morir. La biodiversidad se reduce a medida que los lagos y ríos se vuelven más ácidos. Los bosque se ven afectados por los cambios que ocurren en el suelo, los bosques de mayor altitud son más vulnerables al estar rodeados de nubes y niebla que tienen mayor acidez que la lluvia.
Las zonas más afectadas son Europa del este desde Polonia hacia el norte hasta Escandinavia, el tercio oriental de Estados Unidos y el sur de Canadá. Otras zonas afectadas son la costa sur de China y Taiwán.
Existen tratados internacionales para combatir la lluvia ácida como el Convenio LRTAP destinado a reducir la contaminación del aire transfronterizo, el Protocolo de Reducción de Emisiones de Sulfuro. Y el acuerdo entre Estados Unidos y Canadá (Air Quality Agreement).
También existe un comercio de derechos de emisión que es un esquema que permite vender y comprar derechos de emisión de contaminantes y está regulado por los gobiernos o por organismos internacionales.
La lluvia ácida es un problema ambiental grave que afecta a todo el planeta. Se produce cuando los gases contaminantes, como el dióxido de azufre y los óxidos de nitrógeno, se liberan a la atmósfera y reaccionan con el agua y el oxígeno para formar ácido sulfúrico y ácido nítrico. Estos ácidos se depositan en la tierra y el agua en forma de lluvia, nieve, niebla o polvo.
La lluvia ácida tiene muchos efectos negativos sobre el medio ambiente y la salud humana. Puede acidificar los lagos y ríos, lo que daña a los peces y otras plantas y animales acuáticos. También puede erosionar los bosques, dañar los edificios y monumentos, y contribuir a problemas respiratorios en las personas.
Hay varias cosas que se pueden hacer para reducir la lluvia ácida. Una es reducir las emisiones de gases contaminantes de las centrales eléctricas, las fábricas y los vehículos. Otra es utilizar fuentes de energía más limpias, como las energías renovables.
Aquí hay algunos argumentos sobre la importancia de abordar el problema de la lluvia ácida:
- La lluvia ácida es un problema ambiental grave que afecta a todo el planeta.
- La lluvia ácida tiene muchos efectos negativos sobre el medio ambiente y la salud humana.
- Hay varias cosas que se pueden hacer para reducir la lluvia ácida.

Es importante que todos tomemos medidas para reducir la lluvia ácida y proteger nuestro medio ambiente.

### Calentamiento global y acidificación de los océanos
El dióxido de carbono, mientras que es vital para la fotosíntesis, es algunas veces contaminante, porque el aumento en la atmósfera de los niveles de este gas junto con otros gases de efecto invernadero está afectando al clima de la tierra. Por ejemplo en febrero de 2007, un informe del Panel Intergubernamental de Cambio climático (IPCC por sus siglas en inglés), representando el trabajo de 2500 científicos, economistas y políticos de más de 120 países, dijo que el hombre ha sido la primera causa del calentamiento global desde 1950.
La humanidad tiene un camino para cortar las emisiones de gas de invernadero y evitar las consecuencias del calentamiento global, concluyó el mayor informe climático (hasta la fecha 2007).
Pero para cambiar el clima, la transición desde combustibles fósiles como el carbón y el petróleo a fuentes renovables tiene que ocurrir en las próximas décadas, de acuerdo con el último informe del Panel Intergubernamental de Cambio Climático de Naciones Unidas (IPCC). Para mitigar las emisiones de gases de efecto invernadero se necesita una cooperación conjunta de todos los países con pautas para la reducción de emisiones para cada país, para este fin existe el protocolo de Kioto.
La alteración del medio ambiente puede poner en relieve la contaminación de zonas que normalmente se clasifican como separadas, como agua y aire. Por ejemplo recientes estudios han investigado el potencial que tiene el aumento a largo plazo de los niveles de dióxido de carbono en la atmósfera, que causan un pequeño, pero crítico incremento en la acidificación de las aguas de los océanos, y los posibles efectos de esto sobre los ecosistemas marinos. Como por ejemplo el blanqueo de coral, la reducción de la calcificación perjudica a los mariscos como ostras y mejillones con grandes repercusiones sobre la pesca, y es incierto el efecto sobre otros ecosistemas.

## Combate contra la contaminación

Esquema de los tres pilares del desarrollo sostenible

### Control de la contaminación
El término control de contaminación es usado en gestión ambiental. Y significa control de las emisiones y efluentes que se liberan al aire, agua y suelo. Sin un control de contaminación, desechos de consumo, calor, agricultura, minería, industrias, transporte y otras actividades del hombre, degradan y degradarán el medio ambiente. En la jerarquía de los controles, la prevención de contaminación y la minimización de residuos son preferibles que el control de contaminación en sí.
Las técnicas y prácticas utilizadas para reducir o eliminar las emisiones contaminantes dependen del agente contaminante que se quiera atacar.
La educación desde un nivel inicial debe ser sobre la contaminación, sus consecuencias y formas de evitarla. Ayudaría concientizar a muchas generaciones sobre los problemas del medio ambiente, a medida que estas generaciones se vuelvan adultas provocarían más presión sobre la protección al medio ambiente. Impulsando más controles y políticas de medioambientales.

### Desarrollo sostenible
Un control definitivo a la contaminación (que agota los recursos medioambientales) sería la adopción de una economía de desarrollo sostenible que aseguraría que "los recursos para satisfacer las presentes generaciones estén disponibles sin comprometer el desarrollo de las futuras generaciones". Cumpliendo con sus tres ámbitos de importancia la ecología, la economía y la sociedad de acuerdo con el Programa 21 de Naciones Unidas. El desarrollo sostenible también forma parte del séptimo Objetivos de Desarrollo del Milenio de Naciones Unidas, el cual busca "Garantizar el sustento del medio ambiente".

### Gestión ambiental
La gestión ambiental responde al "cómo hay que hacer" para lograr un desarrollo sostenible. Y sus áreas de normativas y acciones legales son:
- Política ambiental: relacionada con la dirección pública o privada de los asuntos ambientales internacionales, regionales, nacionales y locales.
- Ordenamiento territorial: entendido como la distribución de los usos del territorio de acuerdo con sus características.
- Evaluación del impacto ambiental: conjunto de acciones que permiten establecer los efectos de proyectos, planes o programas sobre el medio ambiente y elaborar medidas correctivas, compensatorias y protectoras de los potenciales efectos adversos.
- Contaminación: estudio, control, y tratamiento de los efectos provocados por la adición de sustancias y formas de energía al medio ambiente.
- Vida silvestre: estudio y conservación de los seres vivos en su medio y de sus relaciones, con el objeto de conservar la biodiversidad.
- Educación ambiental: cambio de las actitudes del hombre frente a su medio biofísico, y hacia una mejor comprensión y solución de los problemas ambientales.
- Paisaje: interrelación de los factores bióticos, estéticos y culturales sobre el medio ambiente.

### Prácticas

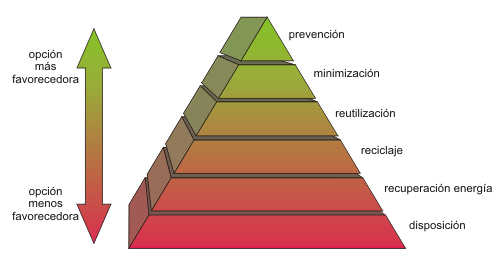
La jerarquía del residuo

Estas son prácticas comunes para reducir la contaminación relacionadas con la, gestión de residuos, minimización de residuos y ahorro de energía (eléctrica o combustibles fósiles).
- Reciclaje
- Reutilización
- Prevención general
- Compost
- Mitigación del cambio climático

### Dispositivos de control de contaminación

#### Control del aire
- Colectores de polvo
  - Colectores de polvo son colectores de polvo de plantas industriales o comerciales que separan polvo o partículas del aire o un gas.
  - Separador ciclónico remueve partículas de un medio como aire o un flujo de líquido aprovechando la rotación y la gravedad.
  - Precipitadores electrostáticos.
- Depuradores son dispositivos de que depuran la contaminación del aire removiendo partículas o gases contaminantes, especialmente los gases ácidos, existe depuradores secos y húmedos los últimos utilizan rociadores o pulverizadores de líquido.
  - Depurador de aspersión con deflector es una tecnología de descontaminación del aire muy similares a una torre de rociado, pero con la adición de muchos deflectores que direccionan el flujo de aire contaminado al siguiente pulverizador logrando así que el contaminante quede separado en el líquido pulverizado.
  - Depurador ciclónico con pulverizador es similar a un separador ciclónico, pero con el agregado de un pulverizador.
  - Depurador eyector venturi es un depurador de aire que utiliza un flujo y un pulverizador que rocía agua la cual limpia el aire contaminado especialmente de chimeneas y hornos industriales.
  - Depurador con la ayuda mecánica son depuradores de aire que sumado a los pulverizadores utilizan motores con rotores o paletas que junto a los rociadores producen pequeñas gotas de agua que colectan los contaminantes.
  - Depurador húmedo son depuradores que remueven contaminantes de chimeneas u otro flujo de gas contaminado que pasa a través de una pileta de agua que separa los contaminantes.
- Recuperación del vapor recuperan los vapores de la gasolina en gasolineras.

#### Control del agua
- Tratamiento de aguas residuales
  - Sedimentación es un proceso de tratamiento de aguas mediante la utilización del reposo y la gravedad.
  - Lodos activados es un proceso en el que se utilizan bacterias y o protozoos para el tratamiento de aguas.
  - Lagunas de aireado son pozos artificiales en los que se promueve el aireado de las aguas para lograr así su oxidación, utilizan oxígeno y microorganismos.
  - Humedal construido son humedales artificiales que utilizan aguas no tratadas para restaurar o crear un nuevo hábitat.
- Tratamiento de aguas residuales de origen industrial
  - Separador de aceite API[155][156]
  - Biofiltros
  - Flotación de aire disuelto
  - Tratamiento con polvo de carbón activado
  - Ultrafiltración

#### Control del suelo
- Fitorremediación

## Legislación internacional
Aproximadamente desde finales de la década de los 60, la contaminación y el deterioro medioambiental comenzó a ser considerada como un problema político en varios países industrializados. Como consecuencia de la toma de conciencia y de la preocupación que se fue generando muchos países fueron introduciendo una legislación medioambiental y sobre la década de los 80 se crearon agencias de protección medioambiental en distintos países así como en organizaciones internacionales como la ONU.
Ya desde los primeros planteamientos que se realizaron sobre la necesidad de una acción internacional conjunta de protección del medioambiente, muchos países subdesarrollados manifestaron su preocupación porque las medidas de protección medioambiental podrían frenar el necesario crecimiento económico e industrial que precisaba su población. Se vio que la industrialización había resuelto las necesidades de la población de los países desarrollados y ahora estos podían permitirse expresar su preocupación medioambiental mientras que los subdesarrollados no podían todavía. Así la introducción de legislaciones de protección medioambiental en algunos países desarrollados a principios de los 70 representó una cierta ventaja para algunos países subdesarrollados, pues las nuevas plantas industriales de sustancias químicas se establecieron en esos países subdesarrollados que tenían una legislación más permisiva y que suponía un menor gasto en equipamiento para controlar la contaminación. Accidentes como el de Bhopal, en la India, donde en diciembre de 1984 murieron 18000 personas en un escape en una planta de isocianato de metilo demostraron la necesidad de disponer de medidas anticontaminantes en todas las plantas.

### Protocolo de Kioto

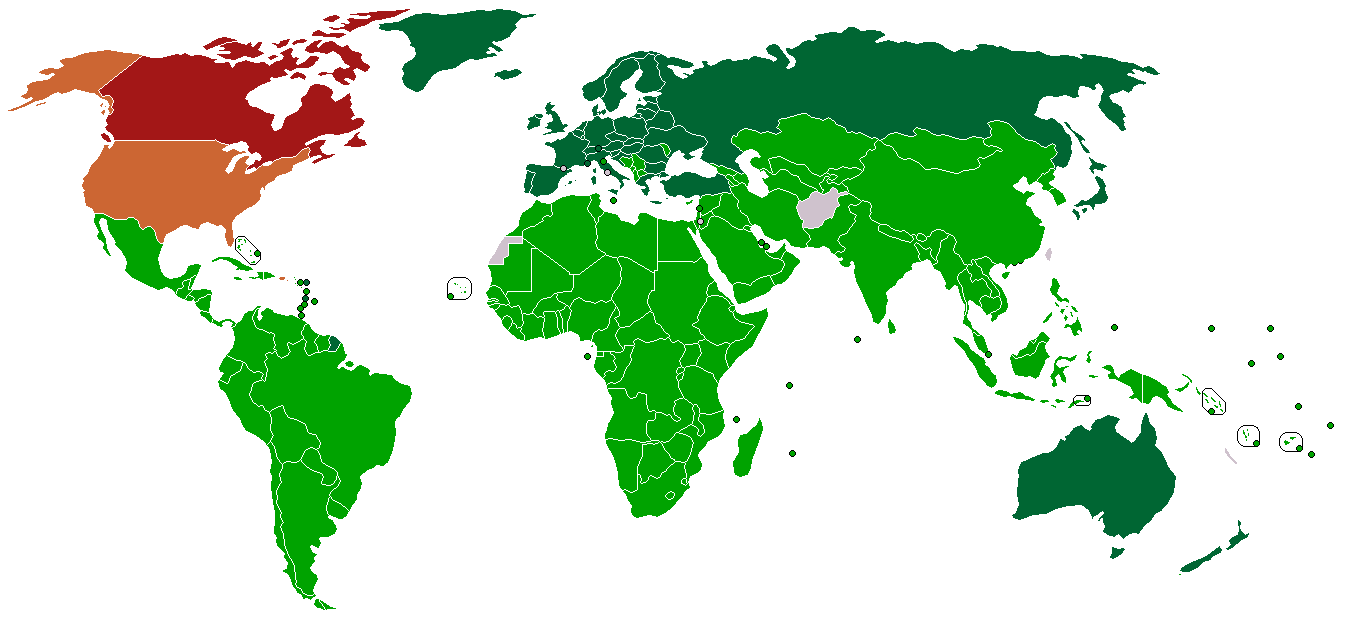
Posición de los diversos países en 2011 respecto al Protocolo de Kioto.
Firmado y ratificado (Anexo I y II).
Firmado y ratificado.
Firmado, pero con ratificación rechazada.
Abandonó.
No posicionado.

El protocolo de Kioto es un protocolo de la CMNUCC, este es un tratado internacional que busca combatir el calentamiento global. La CMNUCC es un tratado internacional medioambiental que busca "estabilizar las concentraciones de gases de efecto invernadero en la atmósfera a niveles que prevengan el calentamiento global antropomórfico en el sistema climático".
El protocolo fue inicialmente adoptado el 9 de diciembre de 1997 en Kioto Japón, y entró en vigor el 16 de febrero de 2005 y tiene vigencia hasta fines del 2012. Para agosto del 2009 191 estados han ratificado el protocolo. El único firmante que no ha ratificado el protocolo es Estados Unidos. Otros estados que no lo han ratificado son Afganistán, Andorra, Sudán del Sur. Somalia ratificó el protocolo el 26 de julio de 2010.
Bajo este, 37 países (los países que forman el Anexo I) se comprometen a reducir cuatro gases de invernadero dióxido de carbono, gas metano, óxido nitroso, Hexafluoruro de azufre y dos industriales Hidrofluorocarburos, Perfluorocarburos producidos por ellos, y los demás países miembros dieron compromisos generales. Los países que forman el Anexo I aprobaron una reducción del 5,2 % a los niveles de 1990. Los límites a las emisiones no incluyen emisiones por aviación o navegación internacional.
La marca de emisiones de 1990 aceptada por la CMNUCC está establecida a partir del Índice GWP calculado por IPCC en el Segundo informe de evaluación.
El protocolo permite muchos "mecanismos flexibles" como, el comercio de derechos de emisión, el mecanismo de desarrollo limpio, y la aplicación conjunta que permite a los países que forman el Anexo I que lleguen a su limité de gases de efecto invernadero (GEI) adquiriendo créditos de reducción de emisiones de GEI en otros lugares, mediante intercambios financieros, en proyectos que reducen las emisiones en entre países que no forman el Anexo I, o países del Anexo I, o en países del Anexo I con exceso de subvenciones.
Debido al vencimiento del protocolo para el 2012, los países miembros de la CMNUCC comenzaron a reunirse desde 2005 para conseguir un tratado post-Kioto. A partir del 2007 durante la 13.ª cumbre del clima (COP 13) se creó la "hoja de ruta de Bali" un camino a seguir luego del 2012. Durante el COP 16 en Cancún México más de 190 países que asistieron a la Cumbre adoptaron, con la reserva de Bolivia, un acuerdo por el que aplazan el segundo período de vigencia del Protocolo de Kioto y aumentan la "ambición" de los recortes de las emisiones. Y se decidió crear un Fondo Verde Climático dentro de la Convención Marco que contará con un consejo de 24 países miembros. La próxima negociación será durante el COP 17 el 9 de diciembre en Durban Sudáfrica.
Existen muchos problemas en las negociaciones para acuerdo post-Kioto. Por ejemplo para Japón un problema del actual protocolo de Kioto es que países como Estados Unidos, China, India y otras economías emergentes no tienen objetivos vinculantes en reducción de emisiones (sino que estos objetivos son voluntarios), y que muchos países desarrollados no se apresurarán en adoptar medidas que puedan significar un freno en sus economías.

### Protocolo de Montreal
El protocolo de Montreal es un tratado de cooperación internacional para proteger la capa de ozono atmosférica mediante la supresión gradual en todo el mundo del uso de sustancias (como los CFC) que causan la reducción de la capa de ozono. En abril del 2011, 197 países habían ratificado este protocolo. Se estima que si todos los países cumplen con los objetivos propuestos en el tratado, la capa de ozono podría recuperarse para el año 2050.
Una reciente (2006) evaluación científica sobre el efecto del tratado de Montreal afirma que está siendo útil: "existe una clara evidencia en la atmósfera del decrecimiento en la carga de sustancias que reducen el ozono y algunos signos tempranos de recuperación en el ozono estratosférico".
Según Achim Steiner, Director del Programa de las Naciones Unidas para el Medio Ambiente, el Protocolo de Montreal desde su primera negociación en 1987, se ha ido modificando y mejorando conforme se desarrollaba el conocimiento científico y avanzaba la tecnología. Como consecuencia de la cooperación internacional la producción y consumo de las sustancias químicas que reducían la capa de ozono, han sido prohibidas en los países desarrollados y está en marcha su supresión en los países en vías de desarrollo. Aproximadamente el noventa y cinco por ciento de las sustancias químicas que agotaban el ozono ya no se utilizan.

### Convención de Estocolmo

En verde los Estados parte de la convención de Estocolmo para mayo de 2009

La convención de Estocolmo sobre Contaminantes Orgánicos Persistentes es un tratado internacional medioambiental, que fue firmado en 2001 en Estocolmo y entró en vigor en mayo de 2004, y busca eliminar o restringir la producción de Contaminantes Orgánicos Persistentes (COPs). En mayo de 2004 la convención fue ratificada por 173 países.
La historia del convenio se remonta a 1995 cuando el Programa de Naciones Unidas para el Medio Ambiente (PNUMA) llamó a una acción global en contra de los COPs, que se definen como "sustancias que se bioacumulan a través de la cadena trófica y poseen un grave efecto sobre la salud humana y el medioambiente". De este modo, el Foro y el Programa Intergubernamental de Químicos Seguros crearon una lista de los 12 químicos más peligrosos. En 2001 en Estocolmo luego de intensas negociaciones se firmó la convención entrando en vigor en 2004 con 128 partes y 151 firmantes. Los cosignatarios del convenio aprobaron prohibir solo 9 de los 12 COPs, limitando el uso del DDT para combatir la malaria, y reducir la producción de dioxinas y furanos. Las partes según el tratado pueden revisar los compuestos acordados y adicionar más, por eso se agregaron nuevos compuestos al tratado en 2009 en Ginebra.
Existen algunas controversias que dicen que el tratado aumenta el número de víctimas por la malaria ya que el DDT puede ser utilizado para el control del mosquito vector de esta enfermedad, pero el tratado autoriza el uso del DDT por salud pública para el control del vector.

### Convenio LRTAP
El Convenio sobre la contaminación atmosférica transfronteriza a gran distancia abreviado CLRTAP o LRTAT (por sus siglas en inglés), pretende reducir de forma transfronteriza la contaminación del aire. El convenio fue firmado por primera vez en Génova en 1979 y entró en vigor en 1983. Para el 2011 ha sido ratificado por 51 países, principalmente por Europa, Estados Unidos y Canadá. Estos 51 países identifican mediante el artículo 11 de la convención al secretario ejecutivo de la Comisión Económica de las Naciones Unidas para Europa como su secretario.
El convenio LRTAT ha sido desarrollado en 8 protocolos que identifican las medidas a llevar a cabo para reducir la contaminación del aire.
El objetivo del convenio es limitar y gradualmente reducir la contaminación del aire en los países firmantes desarrollando políticas y estrategias para combatir la liberación de contaminantes del aire.
Las partes del convenio se reúnen todos los años y forman un Cuerpo Ejecutivo que monitorea el trabajo y planea futuras políticas.
La historia del LRTAT se remonta a 1960, cuando un estudio probó la relación entre las emisiones de sulfuro de Europa continental y la acidificación de los lagos de Escandinavia. En 1972 en la conferencia de Naciones Unidas sobre el hombre y el medioambiente que tuvo lugar en Estocolmo comenzó la cooperación internacional para combatir la acidificación. Entre 1972 y 1977 muchos estudios confirmaron la hipótesis de que los contaminantes del aire se transportan a miles de kilómetros antes de depositarse y dañar el medioambiente. Esto significa que la cooperación internacional es necesaria para resolver problemas como la acidificación. En 1979 el convenio fue firmado por 34 gobiernos más la Comunidad Europea. En 1983 entró en vigor y con el tiempo se han sumado más países al convenio y ampliado el número de protocolos a ocho.
En la actualidad la convención prioriza la revisión de los protocolos existentes, su ratificación por parte de los Estados miembros y el seguimiento en todos los países firmantes. También comparte su experiencia y conocimientos con otras regiones del planeta.

### Convención OSPAR

Mapa del área de la Convención OSPAR

La Convención para la Protección del Medio Ambiente Marino del Atlántico del Nordeste o Convención OSPAR es un tratado por el cual 15 países de la costa del Atlántico del Nordeste sumados a la Unión Europea, cooperan para proteger el medio ambiente marino del Atlántico del Nordeste. La convención fue consecuencia de dos convenciones anteriores: la Convención de Oslo de 1972 sobre vertidos al mar y la Convención de París de 1974 sobre contaminación marina de origen terrestre. Estas dos convenciones fueron unificadas en la actual OSPAR. En 1998 se le agregó un anexo sobre la protección de diversidad y ecosistemas marinos, incluyendo actividades no contaminantes que pueden producir un serio daño al ambiente marino. La Comisión OSPAR (el foro de los países implicados en la convención) está bajo el paraguas de las leyes internacionales codificadas por la Convención de las Naciones Unidas sobre el Derecho del Mar de 1982.
La convención OSPAR regula los estándares de biodiversidad marina, eutrofización, el vertido de sustancias tóxicas y radioactivas a los mares, la actividad de industrias gasísticas y petroleras de alta mar y el establecimiento de las condiciones medioambientales de referencia.